# Ouzouer-sur-Trézée
Pour les articles homonymes, voir Ouzouer et Trézée (homonymie).
Ouzouer-sur-Trézée est une commune française, située dans le département du Loiret en région Centre-Val de Loire.
Les anciens parlers gâtinais et poyaudin prononçaient « Ouzouère » jusqu'à la fin du XXe siècle. La prononciation moderne est « Ouzoir ».

## Géographie

### Localisation
La commune d'Ouzouer-sur-Trézée se trouve dans le quadrant sud-est du département du Loiret, dans la région naturelle de la Puisaye. À vol d'oiseau, Orléans, préfecture du département, est à 72 km au nord-ouest ; Montargis, sa sous-préfecture, à 36,5 km au nord, et Briare, ancien chef-lieu du canton dont dépendait la commune avant mars 2015, est à 6,5 km au sud-ouest.
La commune fait partie du bassin de vie de Briare.

### Routes et transports
Les deux grands axes routiers proches sont l'autoroute A77, dont l'échangeur n° 20 de Briare est à 7 km (par la route) de la limite de commune au sud-ouest ; et la route nationale 7, accessible à 7 km au sud-est également. La A77 traverse la pointe sud de la commune sur environ 250 m.
La plus grosse route locale est la D47 de Bléneau (12 km au nord-est) à Briare, qui traverse Ouzouer et la commune dans le sens nord-est/sud-ouest. La D45 traverse également Ouzouer et la commune, joignant La Bussière au nord-ouest à Dammarie-en-Puisaye et Thou au sud-est.
La ligne ferroviaire Auxerre-Gien passait le canal à l'écluse du Petit Chaloy sur un pont métallique et desservait Ouzouer depuis 1884 (pour la section Gien-Toucy). Les trains cessent en 1952, la ligne est déclassée en novembre 1954 (voir article « Ligne d'Auxerre-Saint-Gervais à Gien »). Le pont a été déposé en janvier 1995.

### Communes limitrophes

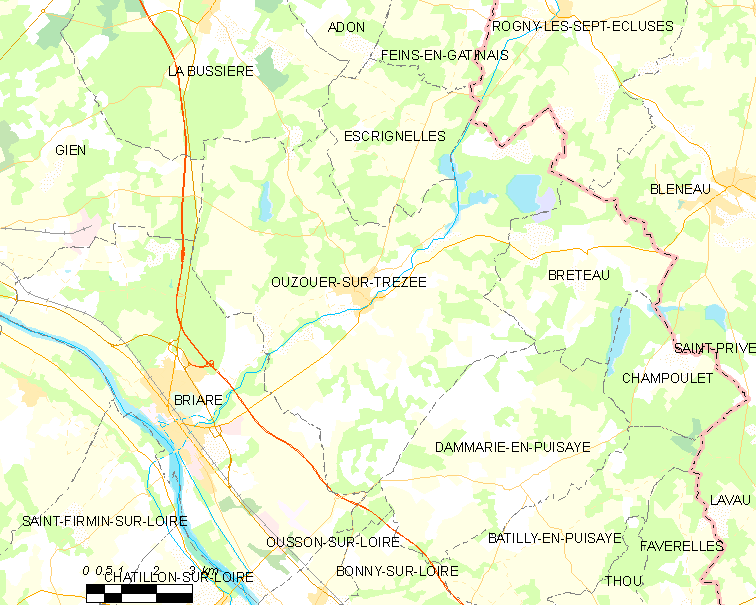
Carte de la commune d'Ouzouer-sur-Trézée et des communes limitrophes.

Ouzouer-sur-Trézée est limitrophe de huit communes.
Les autres communes proches sont : Saint-Firmin-sur-Loire (7,7 km), Champoulet (8,6 km), Feins-en-Gâtinais (8,6 km), Batilly-en-Puisaye (8,8 km).

### Géologie et relief

#### Géologie
La commune se situe dans le sud du Bassin parisien, le plus grand des trois bassins sédimentaires français. Cette vaste dépression, occupée dans le passé par des mers peu profondes et des lacs, a été comblée, au fur et à mesure que son socle s’affaissait, par des sables et des argiles, issus de l’érosion des reliefs alentours, ainsi que des calcaires d’origine biologique, formant ainsi une succession de couches géologiques.
Les couches affleurantes sur le territoire communal sont constituées de formations superficielles du Quaternaire et de roches sédimentaires datant du Cénozoïque, l'ère géologique la plus récente sur l'échelle des temps géologiques, débutant il y a 66 millions d'années, et du Mésozoïque, anciennement appelé Ère secondaire, qui s'étend de −252,2 à −66,0 Ma. La formation la plus ancienne est de la craie blanche à silex remontant à la période Crétacé. La formation la plus récente est des alluvions et colluvions du fond des vallées secondaires remontant à l’époque Holocène de la période Quaternaire. Le descriptif de ces couches est détaillé dans  les feuilles « n°400 - Châtillon-Coligny » et « n°401 - Bléneau » de la carte géologique au 1/50 000ème du département du Loiret, et leurs notices associées,.

Carte géologique de la commune.

|  | FC : | alluvions et colluvions du fond des vallées secondaires, Holocène                                 |
|  | Fy : | alluvions récentes des levées et montilles de la Loire et des basses terrasses du Loing, Holocène |
|  | Fx : | alluvions de basse terrasse de la Loire, Pléistocène (Wurm), terrasse +5 m                        |

|  | FuL : | alluvions de très haute terrasse de la Loire, Pléistocène (Villafranchien), terrasse +40 m |
|  | qCS : | colluvions à silex de versant, Quaternaires                                                |
|  | qOE : | Limons et Loess, Quaternaire                                                               |

|  | m3-p1SASo : | sables et argiles de Sologne, Langhien supérieur à Pliocène inférieur |

|  | e7-g1CBr : | calcaires de Gien et de Briare, Éocène supérieur à Oligocène |
|  | e4PN :     | poudingue de Nemours, Paléocène-Éocène inférieur             |

|  | e1-4S :  | formations détritiques (argiles, sables, conglomérats) et Argiles à silex, Paléocène-Éocène inférieur |
|  | e1-4Rc : | complexe argilo-sableux à silex = argiles à silex, Paléocène-Éocène inférieur                         |

|  | c2Cr : | craie blanche à silex, Turonien |

#### Relief
La superficie cadastrale de la commune publiée par l’Insee, qui sert de références dans toutes les statistiques, est de 61,63 km2,. La superficie géographique, issue de la BD Topo, composante du Référentiel à grande échelle produit par l'IGN, est quant à elle de 62,44 km2. Son relief est relativement plat puisque la dénivelée maximale atteint 48 mètres. L'altitude du territoire varie entre 137 m et 185 m.

### Hydrographie

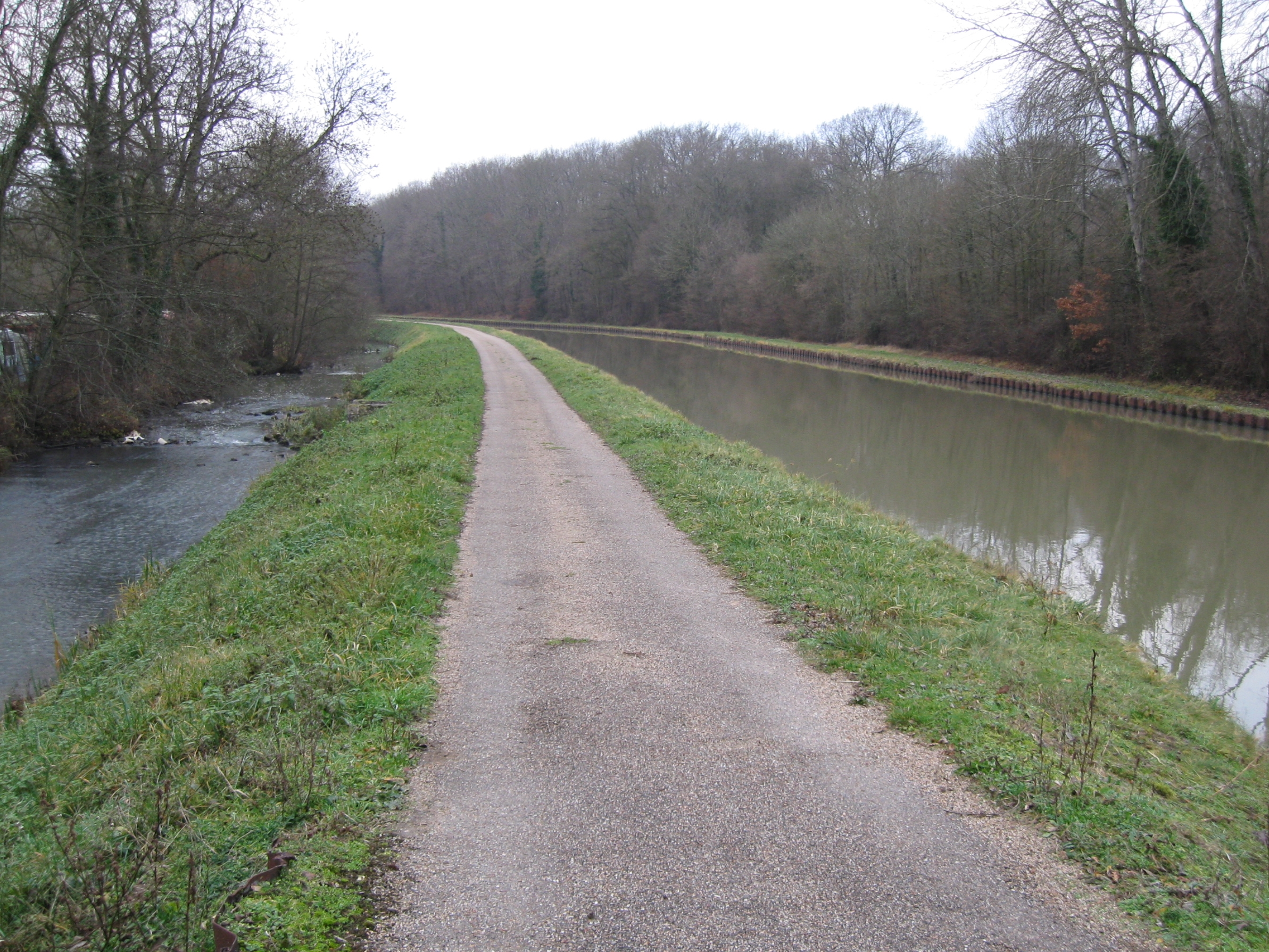
La Trézée à gauche, le canal de Briare à droite : vue vers l'aval près du camping.

Les deux principaux cours d'eau sur la commune sont le canal de Briare et la Trézée. Il est difficile de les démêler, tant la Trézée a été déterminante dans l'établissement du trajet du canal : sans elle ce dernier ne serait pas passé à Ouzouer. En effet lorsqu'il s'est agi au XVIIe siècle de relier la Seine et la Loire par voie d'eau, il fallait utiliser un affluent de rive droite de la Loire pour remonter jusqu'au Loing. Or ceux-ci sont peu nombreux sur cette section du fleuve et la Trézée s'est présentée comme le seul affluent proche de la plus droite ligne prévue pour le canal.

Le tracé originel du canal prévoyait d'ailleurs d'emprunter le lit de la Trézée non jusqu'à Ouzouer-sur-Trézée mais au-delà jusqu'à Breteau ; un tracé plus court mais qui n'a finalement pas été retenu à cause de la trop grande dénivellation entre le lit de la Trézée et le haut du plateau à franchir au nord de Breteau en direction du Loing.

Ainsi le cours inférieur de la Trézée est étroitement mêlé au canal de Briare, que la rivière joint et quitte à plusieurs reprises sur la commune. Et sa partie amont et ses affluents sont remarquablement riches en étangs, mis à contribution pour l'alimentation du canal et notamment le bief de partage (voir plus bas).

Vue depuis le pont de la rue Grande à Ouzouer : la Trézée rejoint le canal de Briare pour la deuxième fois
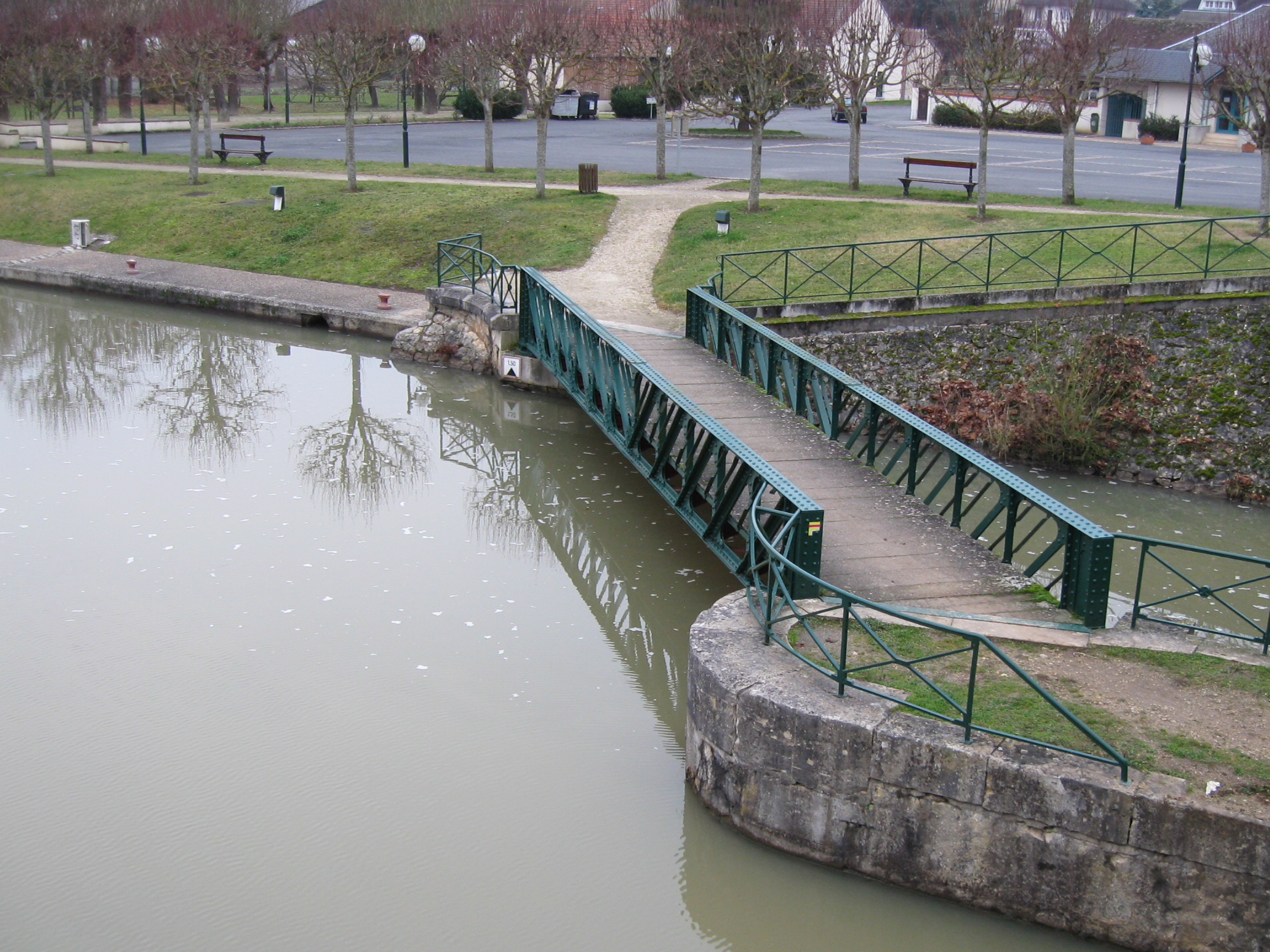
Vue vers le sud-ouest : la Trézée (à droite) rejoint le canal en aval du pont
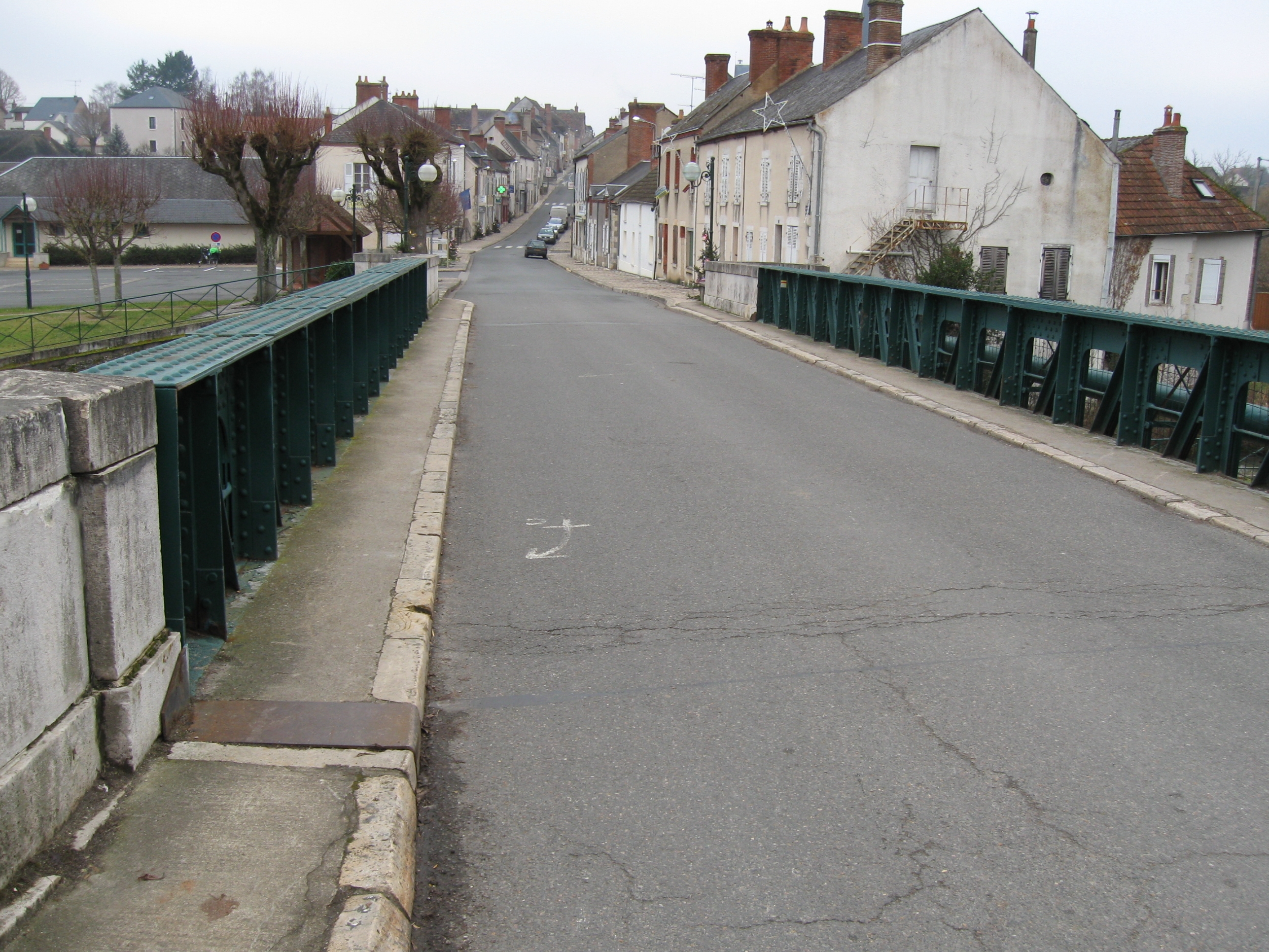
Vue vers l'ouest : le pont et en arrière-plan le cœur d'Ouzouer.
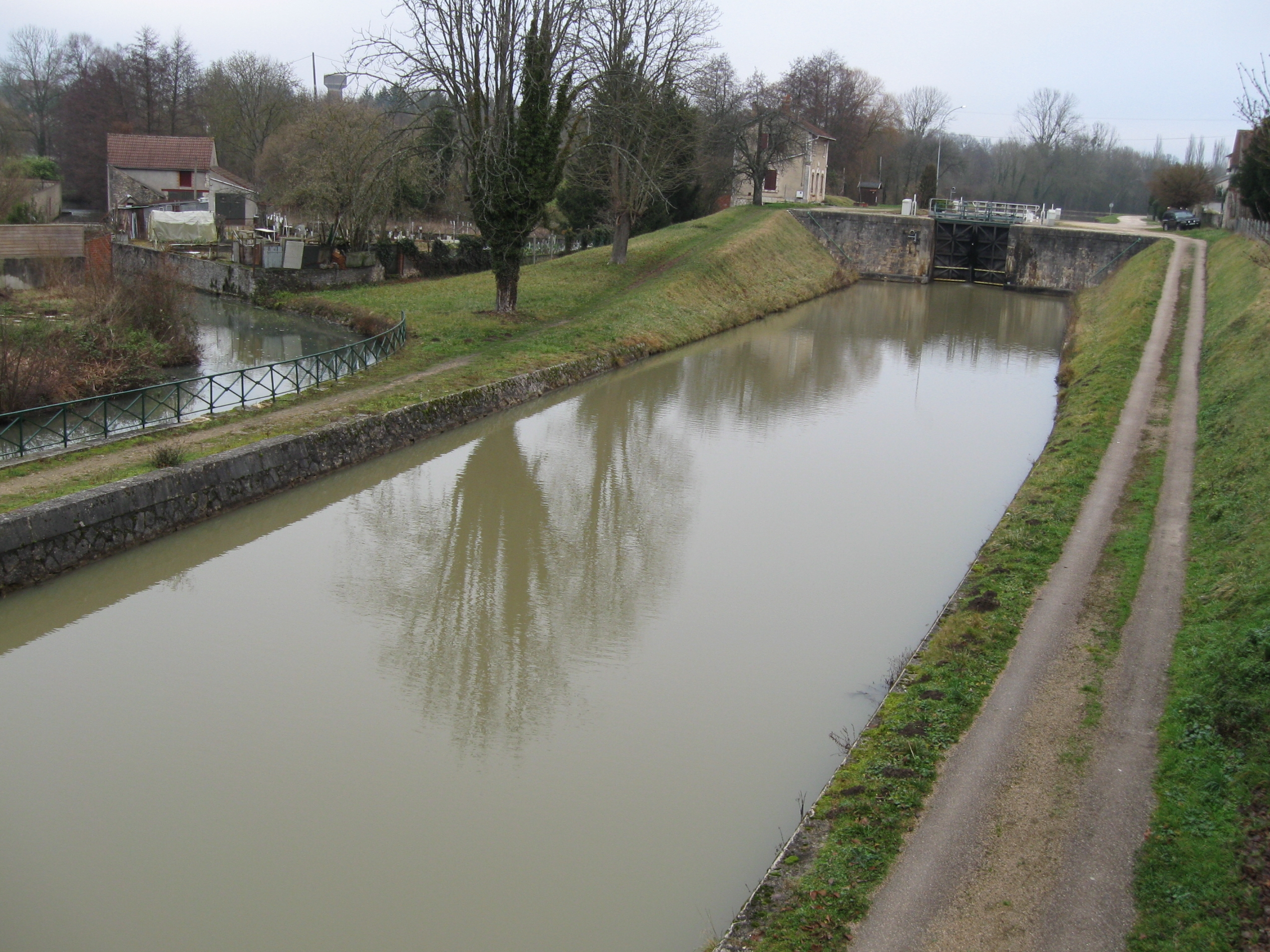
Vue vers le nord (amont) : la Trézée à gauche se rapproche du canal de Briare

Sur la commune, la Trézée arrive par l'est et y coule sur environ 9 km au total. Ses premiers 2,7 km sur la commune sont plus ou moins dirigés vers l'ouest, avant les abords de l'écluse n° 9 des Fées. A l'écluse des Fées elle oriente son cours vers le sud-ouest et est très proche du canal. Elle garde la même orientation jusqu'à sa confluence avec la Loire.

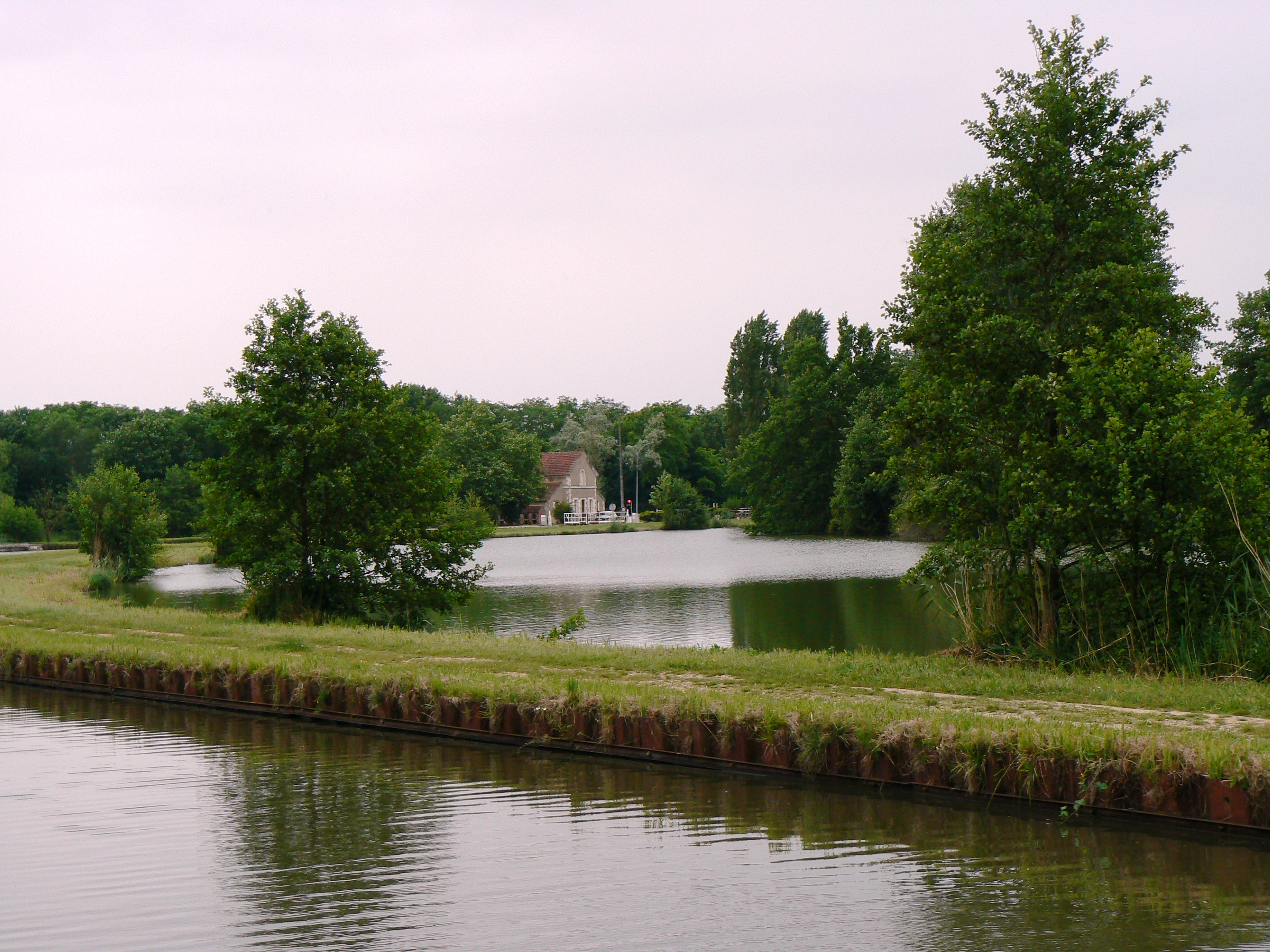
Maison de l'écluse des Fées vue depuis l'écluse du Petit Chaloy. A gauche en bord de photo, l'écluse de Notre-Dame. Vue vers le nord.

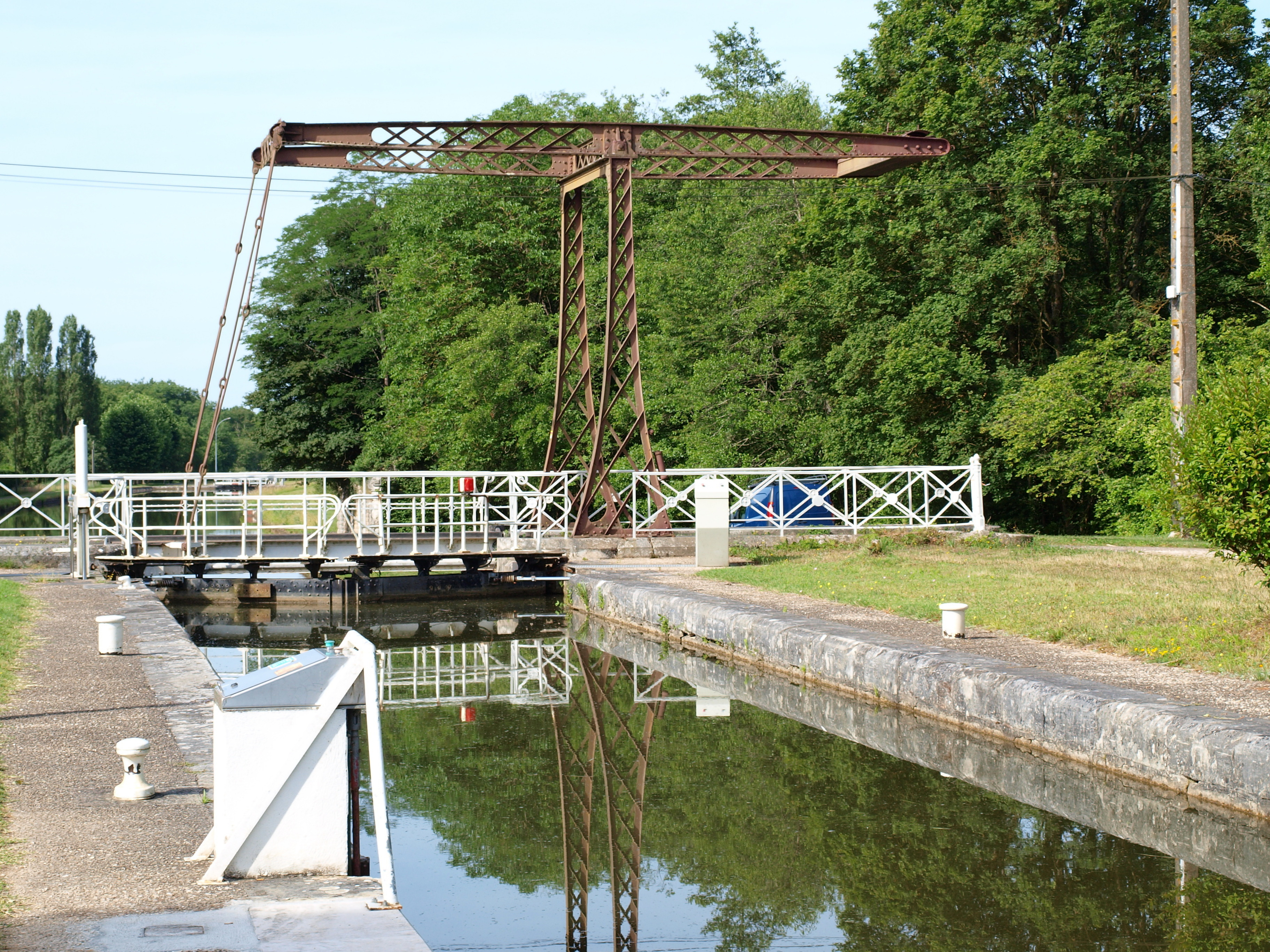
Écluse du Petit Chaloy, vue vers le S-O.

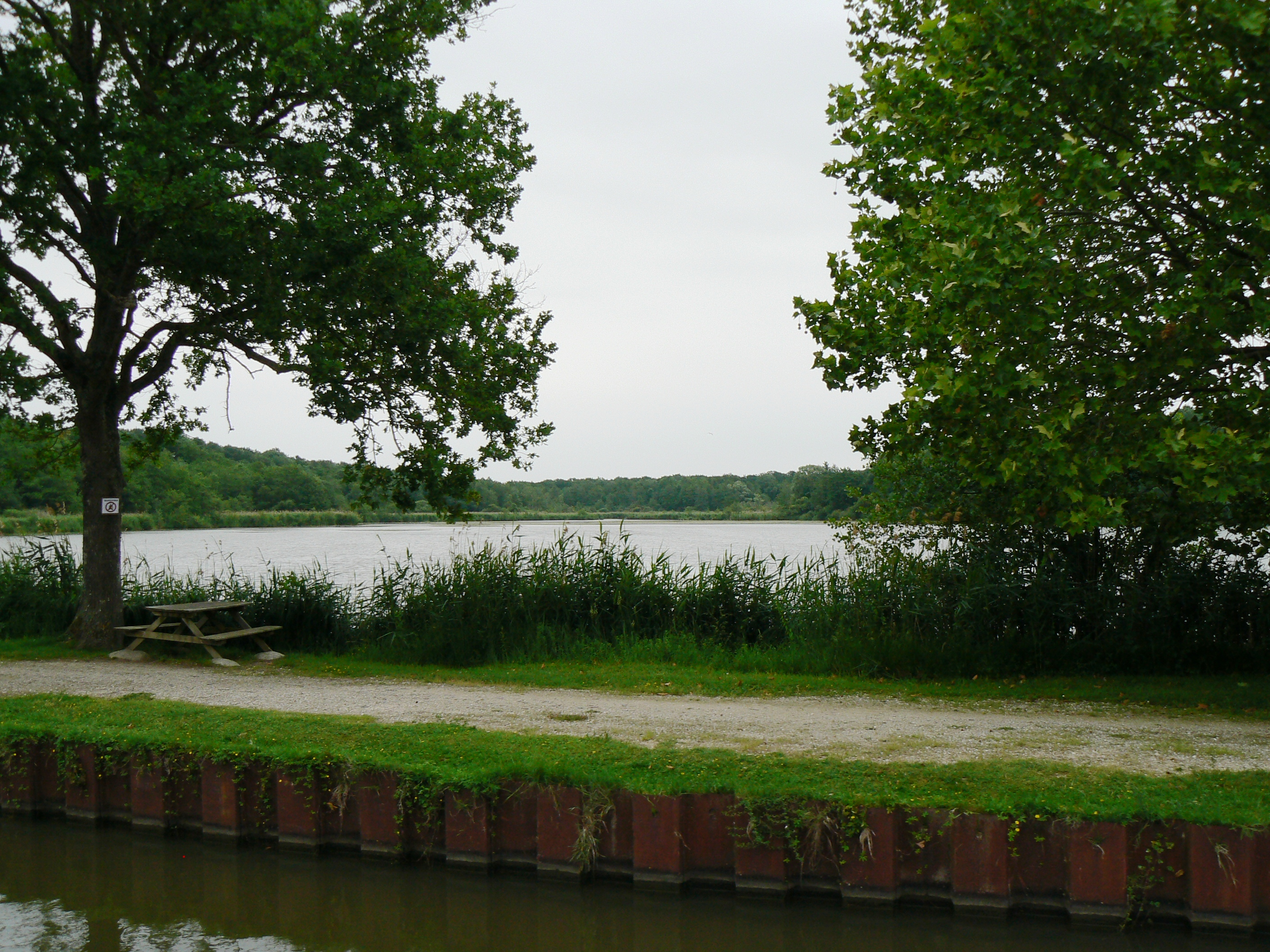
Canal de Briare et étang de la Gazonne,
vue vers le N-E.

Le canal, quant à lui, suit le lit de la Trézée sud-ouest/nord-est depuis la Loire au sud jusqu'à l'écluse de Notre-Dame en amont d'Ouzouer, puis continue son chemin plein nord à partir de l'écluse du Petit Chaloy. Il atteint la limite de communes avec Escrignelles environ 2,7 km après le Petit Chaloy, au beau milieu de l'étang de la Gazonne qu'il traverse sur une levée. Il marque cette limite de communes sur encore 1,9 km puis quitte la commune d'Ouzouer.

#### Écluses et bief de partage
Sur la commune le canal est ponctué de huit écluses ; du sud au nord : écluse n° 5 de Venon, écluse n° 6 de Courenvaux, écluse n° 7 d'Ouzouer-sur-Trézée, écluse n° 8 du Moulin Neuf, écluse n° 9 des Fées, écluse n° 10 de Notre-Dame, écluse n° 11 du Petit Chaloy et écluse n° 12 de la Gazonne.
Le canal de Briare est le premier canal européen incluant un bief de partage des eaux, bief qui se trouve sur Ouzouer à l'écluse de la Gazonne, à 165,39 m d'altitude. Ce bief de partage est la raison derrière le très grand nombre d'étangs de toutes tailles sur toute la commune. L'écluse de la Gazonne est d'ailleurs construite le long de l'étang de la Gazonne (19 ha), sur le côté ouest de l'étang ; le canal communique avec l'étang par des passages d'eau en plusieurs endroits.

Plus exactement, le bief de partage s'étendait tout d'abord sur 2,9 km de l'écluse de la Gazonne à celle du Rondeau sur Rogny (au pont de la D14).
Et sur 1 km de cette distance à partir de l'écluse de la Gazonne, le canal traverse une large étendue d'eau : d'abord côté Est l'étang de la Gazonne, puis côté Ouest l'étang des Baudinières -15 ha plus 8 ha de zone humide). Des passages d'eau sont ouverts à plusieurs endroits, avec ou sans vanne de contrôle. Avant même l'écluse et l'étang de la Gazonne, le canal traverse de la même manière l'étang du Petit Chaloy (8,8 ha) qui participe lui aussi à l'alimentation de son bief de partage.

Le canal de Briare et l'étang de la Gazonne
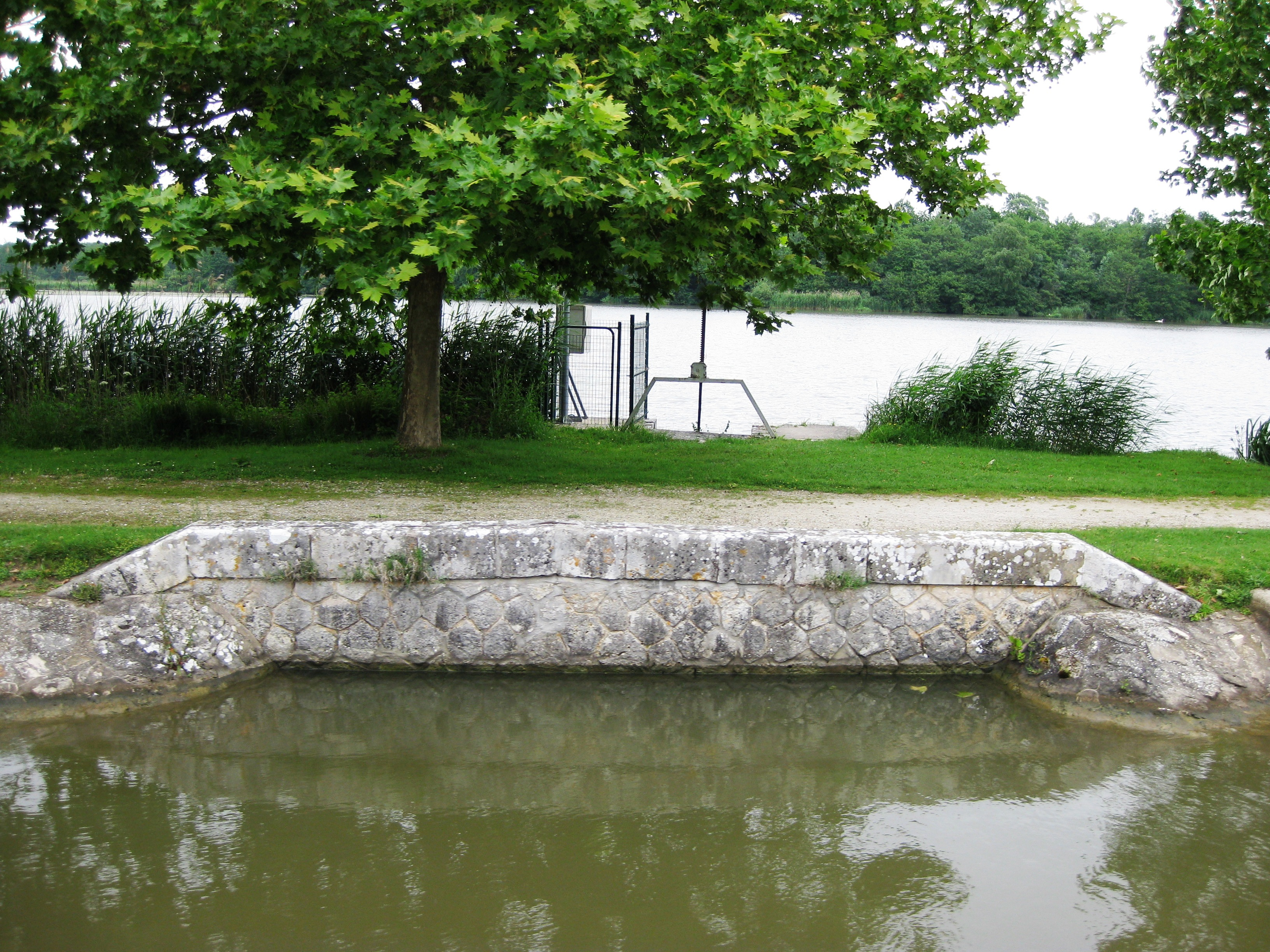
Passage d'eau avec vanne de contrôle côté étang, 60 m au nord de l'écluse de la Gazonne
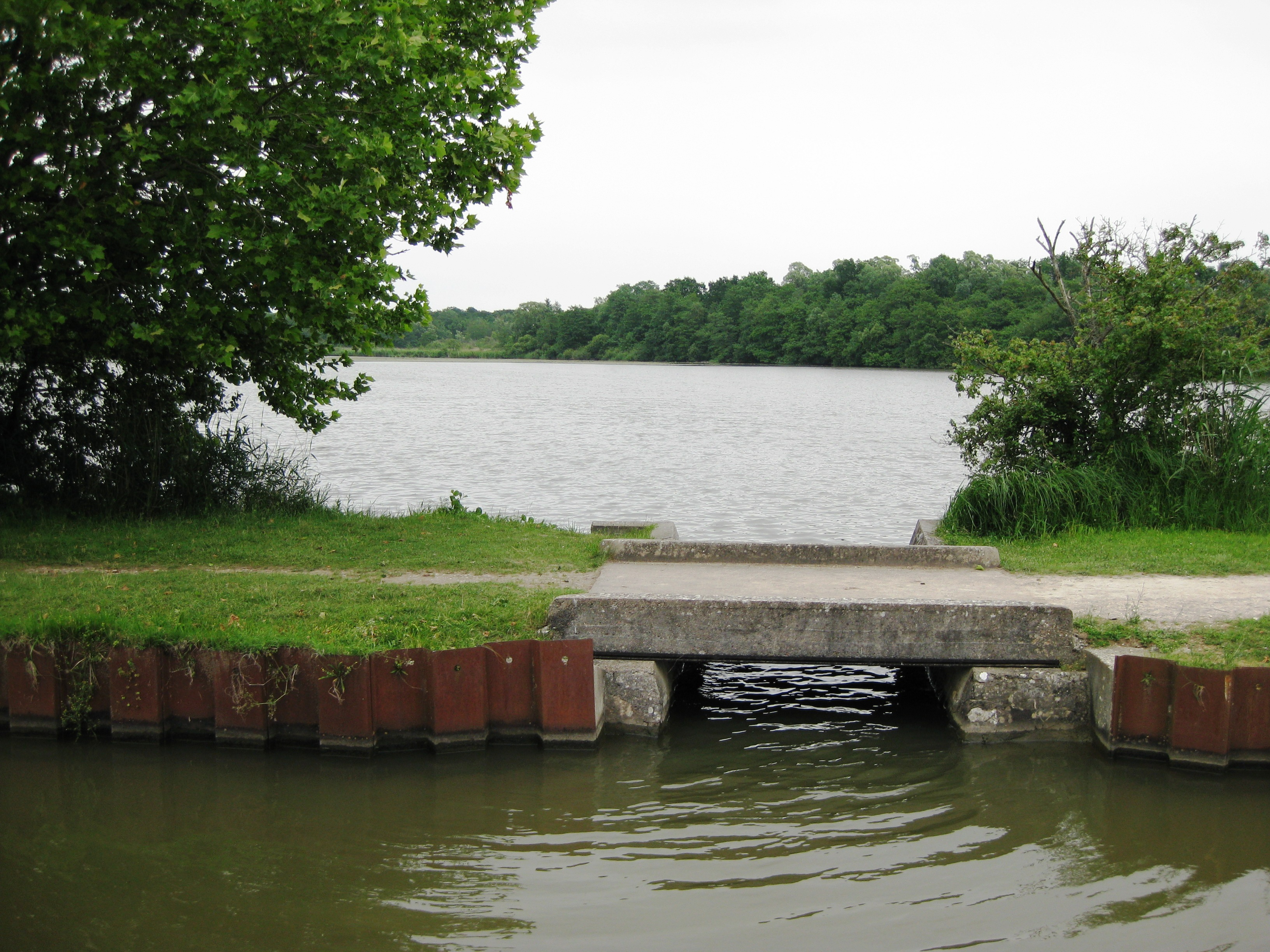
Passage d'eau sans vanne de contrôle, 100 m au nord de l'écluse de la Gazonne
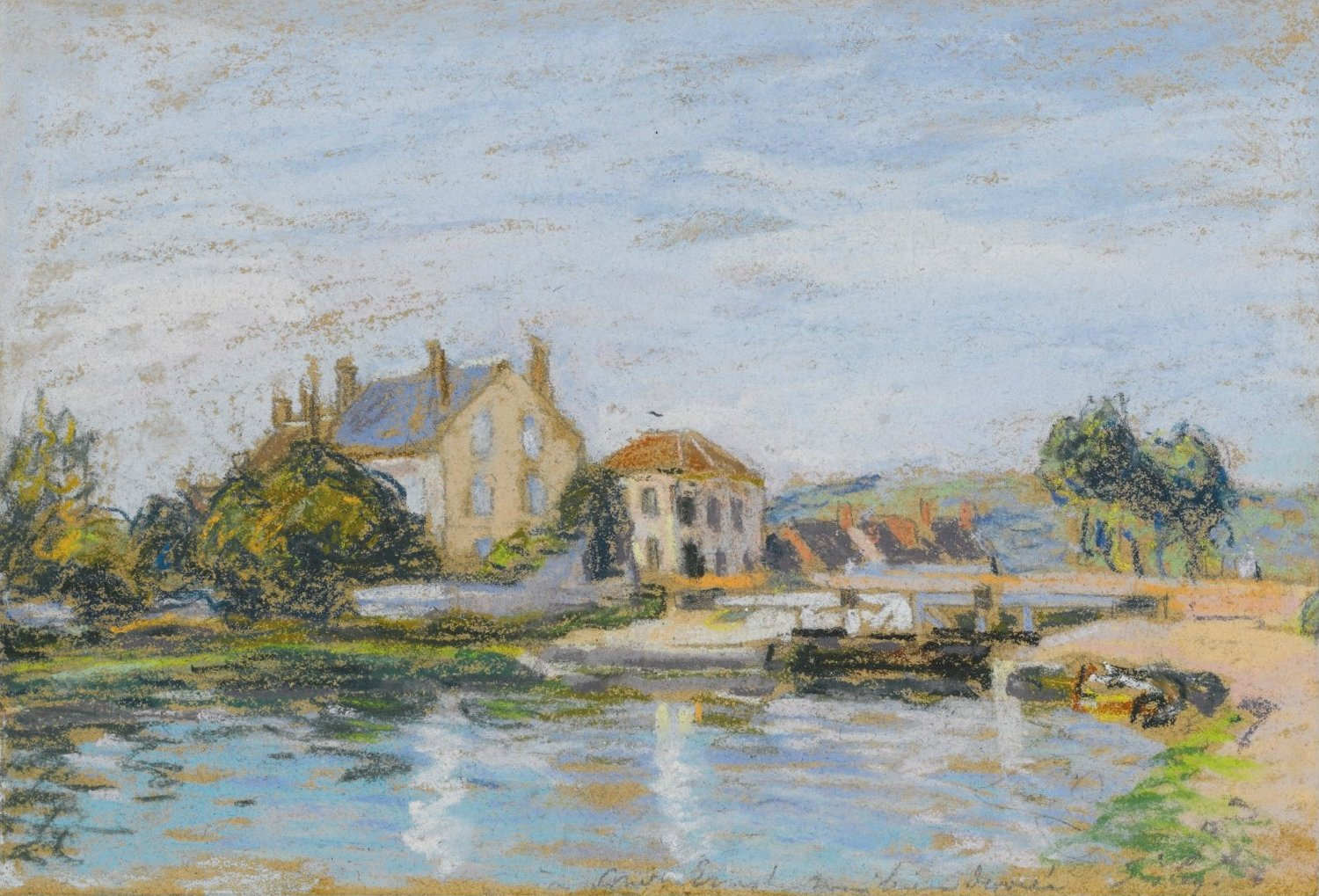
« Maisons au bord de l'écluse de la Gazonne », Alfred Sisley (1839 - 1899)

Une autre caractéristique de ce bief est sa profondeur importante ; en cas de manque d'eau elle permettait autrefois d'étendre le bief jusqu'en haut de la célèbre série des sept écluses de Rogny 3,2 km plus loin, ce qui en triplait la longueur pour l'amener à un remarquable total de 6,1 km. Préciser qu'à l'époque, à partir du Rondeau le canal se tournait vers l'Est pour rejoindre Rogny sur 3,6 km) ; de nos jours il continue tout droit au Rondeau et fait le trajet Rondeau-Rogny en 3,2 km).
Le 6 août 1860 le canal est racheté par l’État. En 1879 passe la loi Freycinet, visant à améliorer la navigabilité des canaux de France pour leur faire retrouver leur taux de fréquentation d'avant les débuts du chemin de fer. Vers 1880 le canal prend son trajet actuel, l'échelle des sept écluses de Rogny est supprimée ainsi que l'écluse du Rondeau ; la longueur du bief effectif s'allonge définitivement des 1,7 km entre Rondeau et la nouvelle écluse n° 13 de la Javacière (appelée familièrement "la Java"), pour une longueur totale Gazonne-Javacière de 4,6 km.

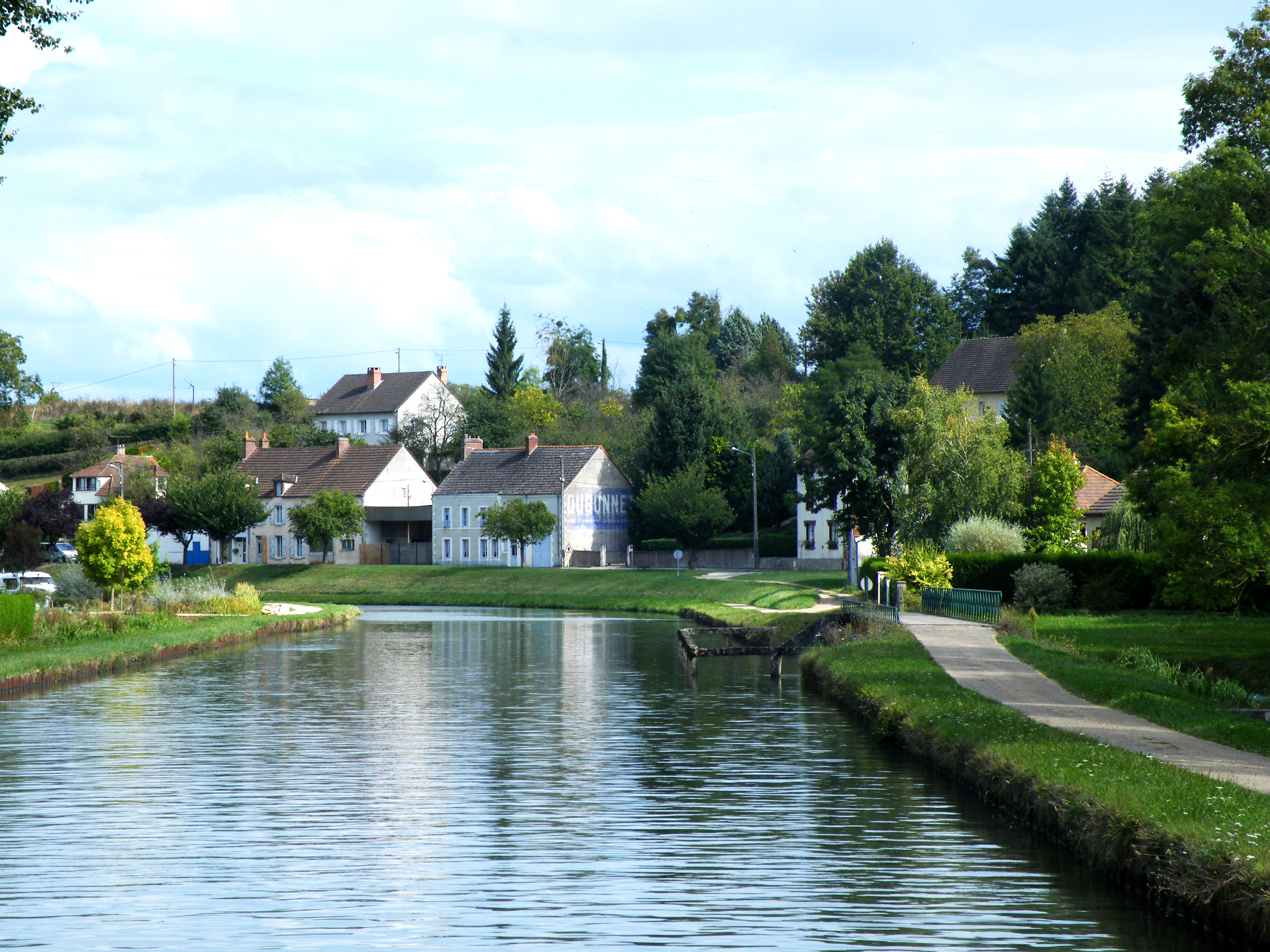
Contre la berge à droite dans le lit du canal, la barrière protégeant l'ouverture de la Trézée et le pont qui la surmonte. Le ru de l'Aubruyère conflue juste à droite du pont.

#### La Trézée sur la commune: affluents et étangs
La Trézée rencontre plusieurs de ses affluents sur la commune mais seulement dans sa partie aval où elle forme une tresse avec le canal.

Le premier est le ruisseau de Botteron (2,6 km) en rive gauche (côté sud-est) ; il coule entièrement sur la commune et conflue à 900 m au sud de l'écluse n° 8 du Moulin Neuf (environ 1 100 m en amont du pont de la Rue Grande à Ouzouer), alors que la Trézée s'est mélangée au canal en face de Chaumont environ 400 m en amont de cette confluence.

Elle quitte le canal (pour la deuxième fois sur la commune) 400 m plus loin en rive droite. À peine l'a-t-elle quitté là qu'elle reçoit son affluent de rive droite le ruisseau de l'Aubruyère (photo ci-contre).

Elle passe sur le pont-canal qui enjambe la rigole d'alimentation du canal de Briare ; cette rigole vient du sud, de la station de pompage de la Rougeollerie sur Briare. Elle retrouve le canal 100 m en aval de l'écluse n° 5 de Venon (point à partir duquel elle partage son lit avec le canal jusqu'à la Loire). Puis 100 m plus en aval encore, elle reçoit en rive droite au Petit Moulin le ru de Pont Chevron qui, à cet endroit, marque la limite de communes avec Briare.
Tous ces affluents sauf un, portent des étangs :
- Le ruisseau de Botteron naît à l'étang de Botteron[Loc 7] (2,3 ha) ; il est le seul affluent à ne toucher qu'un seul étang.
- Le ruisseau de l'Aubruyère (6,5 km) naît sur Breteau[Loc 8] ; sur les deux premiers tiers de son parcours il est pratiquement une succession d'étangs : étang des Gilons[Loc 9] (sur Breteau - les suivants sont sur Ouzouer), les deux étangs de la Vauvrille, l'étang des Pelures - tous de plus de 1 ha et l'un de 4 ha, les deux premiers joints à de larges zones humides - et plusieurs autres pièces d'eau.
- Le ru de Pont Chevron (7,8 km), dernier des affluents collectés par la Trézée, est porteur de nombreux étangs et collecte également des affluents eux-mêmes porteurs d'étangs. D'amont en aval il rencontre :

les deux étangs de Combereau (2,6 ha et 3,8 ha), l'étang des Petites Tesnières sur La Bussière (2 ha), l'étang des Cartarins (~3,2 ha), l'étang des Demoiselles (3,2 ha, La Bussière) ;
- - le ru de la Covillonnerie, confluant en rive gauche et portant lui-même quatre étangs successifs dont deux sur Escrignelles ; puis l'étang de la Covillonnerie (plus de 4,5 ha, La Bussière) ; et le plus petit, l'étang de l'Alouettière (80 ares, Ouzouer).

Le ruisseau de pont Chevron rencontre ensuite l'étang du bois de la Chevalerie (1 ha, Ouzouer), arrive à l'étang de Pont Chevron (19 ha, Ouzouer) puis à l'étang du Petit Pont Chevron (3 ha, prolonge l'étang de Pont Chevron). Il reçoit ensuite :
- - le ru de Malgarni qui prend naissance sur Briare à moins de 500 m de la commune d'Ouzouer, entre sur Ouzouer pour l'étang de Malgarni (1,9 ha) et l'étang Neuf (8,5 ha), et conflue à l'étang de Pont Chevron ;
  - le ru de Saint-Malo (7,8 km), rive gauche, qui naît aux abords du château de Fleury à Escrignelles. Il rejoint la source qui se trouve à la queue de l'étang du Petit Pont Chevron (Ouzouer), longe sur 1,27 km le ru de Pont Chevron qui sort de cet étang avant de confluer avec lui à la Petite Motte. Le ru de Saint-Malo est le seul affluent du ruisseau de Pont Chevron à ne pas porter d'étang ;
  - le ru de Garnus (1,3 km), qui naît à l'étang de Garnus (3,5 ha, Ouzouer) et conflue à Mont Clous.

Le ruisseau de Pont Chevron passe enfin à l'étang des Réaux (1,3 ha), dernière pièce d'eau sur son cours.

#### Les étangs du canal
Le canal a lui aussi son lot d'étangs. Depuis l'écluse du Petit Chaloy : étang du Petit Chaloy (8,8 ha de part et d'autre du canal), avec à moins de 230 m à l'est l'étang du Chesnoy (14 ha) et, encore 400 m à l'est, l'étang de la Grande Rue (85 ha plus 30 ha de zone humide, dont environ 60 ares d'étang et 10 ha de zone humide sur Breteau ; l'essentiel de l'étang est donc sur Ouzouer). Plus au nord sur le cours du canal : étang de la Gazonne (19 ha et une large zone humide sur le pourtour), étang des Baudinières (15,2 ha plus 8 ha de zone humide). Tous ces étangs cités ici sont les plus larges ; de très nombreuses petites pièces d'eau de moins d'un are à un peu plus d'un hectare parsèment la commune. Le bief de partage du canal a donc à sa disposition immédiate et directe le Petit Chaloy, la Gazonne et les Baudinières totalisant à eux trois environ 45 hectares de plans d'eau ; et à moins d'un km le Chesnoy et la Grande Rue totalisant environ 100 ha.
L'étang de la Grande Rue est le deuxième plus grand étang participant à l'alimentation du canal, après l'étang du Bourdon.

### Climat
Pour des articles plus généraux, voir Climat du Centre-Val de Loire et Climat du Loiret.
En 2010, le climat de la commune est de type climat océanique dégradé des plaines du Centre et du Nord, selon une étude du CNRS s'appuyant sur une série de données couvrant la période 1971-2000. En 2020, Météo-France publie une typologie des climats de la France métropolitaine dans laquelle la commune est exposée à un climat océanique altéré et est dans la région climatique Centre et contreforts nord du Massif Central, caractérisée par un air sec en été et un bon ensoleillement.
Pour la période 1971-2000, la température annuelle moyenne est de 11 °C, avec une amplitude thermique annuelle de 15,2 °C. Le cumul annuel moyen de précipitations est de 732 mm, avec 11,4 jours de précipitations en janvier et 7,2 jours en juillet. Pour la période 1991-2020, la température moyenne annuelle observée sur la station météorologique de Météo-France la plus proche, « Saint Prive », sur la commune de Saint-Privé à 14 km à vol d'oiseau, est de 11,3 °C et le cumul annuel moyen de précipitations est de 769,7 mm,. Pour l'avenir, les paramètres climatiques de la commune estimés pour 2050 selon différents scénarios d'émission de gaz à effet de serre sont consultables sur un site dédié publié par Météo-France en novembre 2022.

### Milieux naturels et biodiversité

#### Site Natura 2000
Le réseau Natura 2000 est un réseau européen de sites naturels d’intérêt écologique élaboré à partir des Directives «Habitats » et «Oiseaux ». Ce réseau est constitué de Zones Spéciales de Conservation (ZSC) et de Zones de Protection Spéciale (ZPS). Dans les zones de ce réseau, les États Membres s'engagent à maintenir dans un état de conservation favorable les types d'habitats et d'espèces concernés, par le biais de mesures réglementaires, administratives ou contractuelles. L'objectif est de promouvoir une gestion adaptée des habitats tout en tenant compte des exigences économiques, sociales et culturelles, ainsi que des particularités régionales et locales de chaque État Membre. les activités humaines ne sont pas interdites, dès lors que celles-ci ne remettent pas en cause significativement l’état de conservation favorable des habitats et des espèces concernés,. Un site Natura 2000 est présent sur le territoire communal de d'Ouzouer-sur-Trézée. Il englobe l'étang de la Grande rue, classé en Znieff.
| Nom                      | Numéro    | Type                       | Arrêté           | Superficie | Description |
| ------------------------ | --------- | -------------------------- | ---------------- | ---------- | --- |
| « Étangs de la Puisaye » | FR2400527 | SIC (Directive "Habitats") | 29 novembre 2011 | 403 ha     | La zone est constituée de vastes étangs à marnage important mis en place au XVIe siècle en vue de l'alimentation du canal de Briare et formant aujourd'hui un réseau d'étangs privés de plus petite taille et ruisseaux associés à des zones humides prairiales et à des roselières. Sont présentes des stations spectaculaires de gratiole officinale et de littorelle (protégées nationalement), d'utriculaires, de gentiane pneumonanthe et d'hottonie des marais. |

#### Zones naturelles d'intérêt écologique, faunistique et floristique

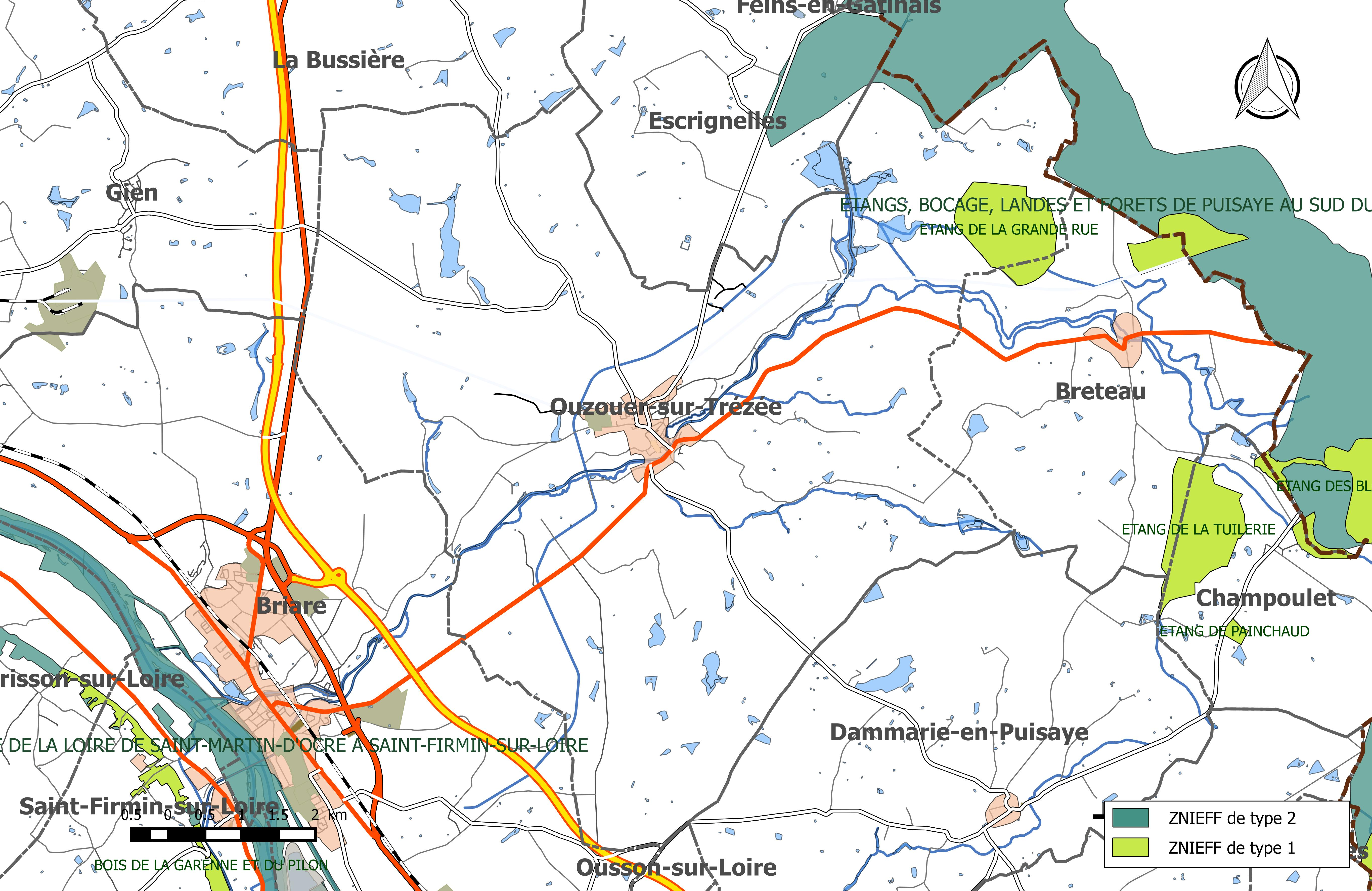
Carte des ZNIEFF de la commune et de ses abords.

L’inventaire des zones naturelles d'intérêt écologique, faunistique et floristique (ZNIEFF) a pour objectif de réaliser une couverture des zones les plus intéressantes sur le plan écologique, essentiellement dans la perspective d’améliorer la connaissance du patrimoine naturel national et de fournir aux différents décideurs un outil d’aide à la prise en compte de l’environnement dans l’aménagement du territoire. Le territoire communal d'Ouzouer-sur-Trézée comprend deux ZNIEFF.
| Désignation                                                     | Type   | Superficie      | Description |
| --------------------------------------------------------------- | ------ | --------------- | --- |
| « Étang de la Grande rue »                                      | type 1 | 136 hectares    | Cette zone s'étend sur les communes de Breteau et Ouzouer-sur-Trézée. Il s'agit du plus vaste des étangs du système d'alimentation du Canal de Briare. Il se situe à 5 km au nord-est d'Ouzouer-sur-Trézée. Son altitude est de 175 m. Du fait de sa faible profondeur et de son marnage important (lié à sa fonction hydraulique), il découvre en fin d'été de vastes étendues sableuses à sablo-graveleuses avec en particulier la plus belle population de la région (voire de France) de Littorella uniflora sur plusieurs hectares. Les prairies à Gratiole occupent également des superficies très importantes. |
| « Étangs, bocage, landes et forêts de Puisaye au sud du Loing » | type 2 | 18 396 hectares | Cette zone s'étend sur 20 communes. Son altitude varie entre 145 et 313 m. Le principal habitat déterminant est celui d'eaux douces stagnantes. |

## Toponymie
Ouzouer est dérivé du latin oratorium qui désigne un oratoire.

## Histoire

### Époque pré-romaine
Le déblaiement de la nouvelle route d'Ouzouer à Arrabloy (sur Gien) au XIXe siècle a mis au jour les vestiges d'une voie perrée (donc de l'époque gauloise voire celte),.

Une portion de voie romaine a aussi été trouvée le long de la Trézée et sur le domaine du Rochoy, voie faite de silex posés en blocs et qui traverse la cité antique découverte.

Le ru de Saint-Malo, éboulé par endroits, laisse voir sous ses berges des restes de béton très dur de facture romaine. Non loin de ces restes, la même voie était encore au XIXe siècle appelée "chemin de César" - pour autant, les Romains ont essentiellement emprunté les routes gauloises déjà établies, car non loin se trouve la fontaine renommée Saint-Malo par les chrétiens voulant faire oublier les cultes pagans - la source était de fort longue date réputée pour ses vertus guérisseuses, notamment pour les fièvres (voir section "Moyen Âge"). Les terres qui bordent ce ru sont jonchées de tessons de poteries, vases, briques à rebords et petits pavés cubiques, sur une grande distance : un vase contenant du charbon et soigneusement recouvert d'une pierre plate a été trouvé à 50 cm sous terre, à 200 m de la Grande Motte.

À la Grande Motte les fouilles ont révélé une large pierre plate taillée, de 2 m x 1 m x 50 cm, qui n'est pas faite de calcaire local (provenance inconnue). Elle reposait sur un lit de mortier incluant une grande quantité de chaux.
2 km au nord de la Grande Motte (toujours sur Ouzouer), des terrassements effectuées sur la route d'Ouzouer à La Bussière ont mis au jour des établissements romains longeant le "ruisseau de Saint-Fiacre" (une branche du ruisseau de Pont Chevron), accompagnés de monnaies du Bas-Empire, de débris de poteries et d'outils. La chapelle Saint-Fiacre (sur La Bussière, à 140 m de la commune d'Ouzouer) a été construite sur une ancienne place sacrée dont le pavement a été retrouvé presque intact dans la première moitié du XIXe siècle. D'autres vestiges à Feins et Châtillon-sur-Loing ajoutés à ceux-ci, indiquent l'existence d'une voie menant de Briare à Sens par le grand site gallo-romain de Montbouy. De plus cette route rejoignait à Châtillon-sur-Loing l'ancien chemin du sel entre Loire et Yonne.
Mais Briare n'était pas là où elle est maintenant :

### Époque gallo-romaine
Une ville gallo-romaine de très large taille se trouvait à côté de la ferme du Grand Rochoy ou Grand Rochoir, sur le flanc du coteau sud-est de la Trézée à environ 2,4 km au sud d'Ouzouer-sur-Trézée. Elle a été découverte en 1847 à l'occasion de la construction d'une maison. Elle s'étendait sur tout le versant du coteau jusqu'au lit de la Trézée, avec amphithéâtre, salle d'opération (instruments chirurgicaux), très nombreuses habitations, baptisterium ou bassin de temple près de la rivière avec sol en opus signium (enduit fait de tessons de terre cuite broyés et liés avec de la pâte de chaux), conduits de distribution d'eau... Les débris de vases comportent plus de 20 types de pâtes. Le tout s'étend bien au-delà du coteau. On trouve un tumulus de 50 m de circonférence à sa base dans le bois de Montrenault.

Le plateau au-dessus du Rochoy comporte lui aussi une grande quantité d'habitations, des tours, des ferriers (extraction de minerai). Les fondations trouvées par sondage vont jusqu'au Tremblay, 1,5 km au sud du Rochoy. La première ferme rencontrée sur le chemin de Rochoy à Briare s'appelle de nos jours Mousseau, sur la limite de communes Ouzouer/Briare ; auparavant son nom était Mansio, comme le prononçaient les gens du pays encore au XIXe siècle - autrement dit, une sorte de relais-étape antique.

Le tout est empli d'objets de toutes sortes : vaisselle, meules, outils, bijoux, armes, fresques, carrelages, dallages... et squelette. Les très nombreuses monnaies (5 000 recueillies en 2 ans) gauloises, consulaires et impériales romaines, remontent à avant Auguste premier empereur romain "officiel" (au pouvoir de 27 av. J.-C. à l'an 14) et vont jusqu'à Maxime (384-388) ; toutes les dynasties d'empereurs romains y sont représentées, témoignant d'une ville active et importante sur une longue période.

Cette ville a été attaquée, détruite et incendiée. La plupart de ses vestiges sont recouverts de cendres. Mais Brivodurum, qui signifie "pont sur la rivière", ne peut s'appliquer à Briare qui n'a jamais eu de pont sur la Loire jusqu'à récemment. De plus la route passait au nord de Briare dans la plaine du Rochoy, où s'opérait la jonction avec la route d'Entrains. Des vestiges romains ont bien été découverts à Briare, mais rien de comparable en étendue à côté des 100 hectares couverts par la ville sur Ouzouer. Il est donc très probable que Brivodurum était la ville sur Ouzouer et non le Briare actuel.
Un des premiers évêques d'Auxerre (les 9 premiers évêques d'Auxerre sont en place avant le VIe siècle) fait construire une chapelle à la source appelée depuis "Saint-Malo",.

### Moyen Âge
En 1287 Guillaume de Grez (64e évêque d'Auxerre (1278-1295) donne à l'abbaye Saint-Laurent-lès-Cosne la chapelle de Pontchevron, qui est érigée en cure. Le doyen d'Auxerre Hugues de Sully consent à cette donation en 1289.
Le bénéfice de la chapelle Saint-Malo appartenait aux évêques d'Auxerre depuis la construction de la chapelle. Pierre de Mornay 65e évêque d'Auxerre (1295 – 1306) la donne à l'abbaye Saint-Laurent près de Cosne.
603 pièces de monnaie du XIIIe siècle ont été trouvées près du Rochoy lors des fouilles de 1850, cachées entre deux blocs de pierre. Elles datent du règne de Philippe le Bel (1285 - 1314).

### Époque moderne
En 1832 le choléra dévaste les abords du canal de Briare sur tout son parcours : Briare, Rogny, Châtillon-sur-Loing... Les habitants d'Ouzouer vont en masse faire un pèlerinage à la fontaine guérisseuse, où les ruines de la chapelle sont encore visibles en 1850. Coïncidence ? Ouzouer est le seul village entièrement épargné. En 1851, pour perpétuer ce souvenir, la comtesse de Falaiseau fait reconstruire la chapelle.

## Personnalités liées à la commune
- Robert de La Rochefoucauld, résistant pendant la Seconde Guerre mondiale.

## Urbanisme

### Typologie
Au 1er janvier 2024, Ouzouer-sur-Trézée est catégorisée bourg rural, selon la nouvelle grille communale de densité à sept niveaux définie par l'Insee en 2022.
Elle est située hors unité urbaine. Par ailleurs la commune fait partie de l'aire d'attraction de Gien, dont elle est une commune de la couronne,. Cette aire, qui regroupe 29 communes, est catégorisée dans les aires de moins de 50 000 habitants,.

### Occupation des sols
L'occupation des sols de la commune, telle qu'elle ressort de la base de données européenne d’occupation biophysique des sols Corine Land Cover (CLC), est marquée par l'importance des territoires agricoles (63,7 % en 2018), en diminution par rapport à 1990 (66 %). La répartition détaillée en 2018 est la suivante : 
terres arables (44,9 %), forêts (30,8 %), prairies (13,7 %), zones agricoles hétérogènes (5,1 %), eaux continentales (2,8 %), zones urbanisées (1,6 %), milieux à végétation arbustive et/ou herbacée (0,7 %), zones humides intérieures (0,4 %).
L'évolution de l’occupation des sols de la commune et de ses infrastructures peut être observée sur les différentes représentations cartographiques du territoire : la carte de Cassini (XVIIIe siècle), la carte d'état-major (1820-1866) et les cartes ou photos aériennes de l'IGN pour la période actuelle (1950 à aujourd'hui).

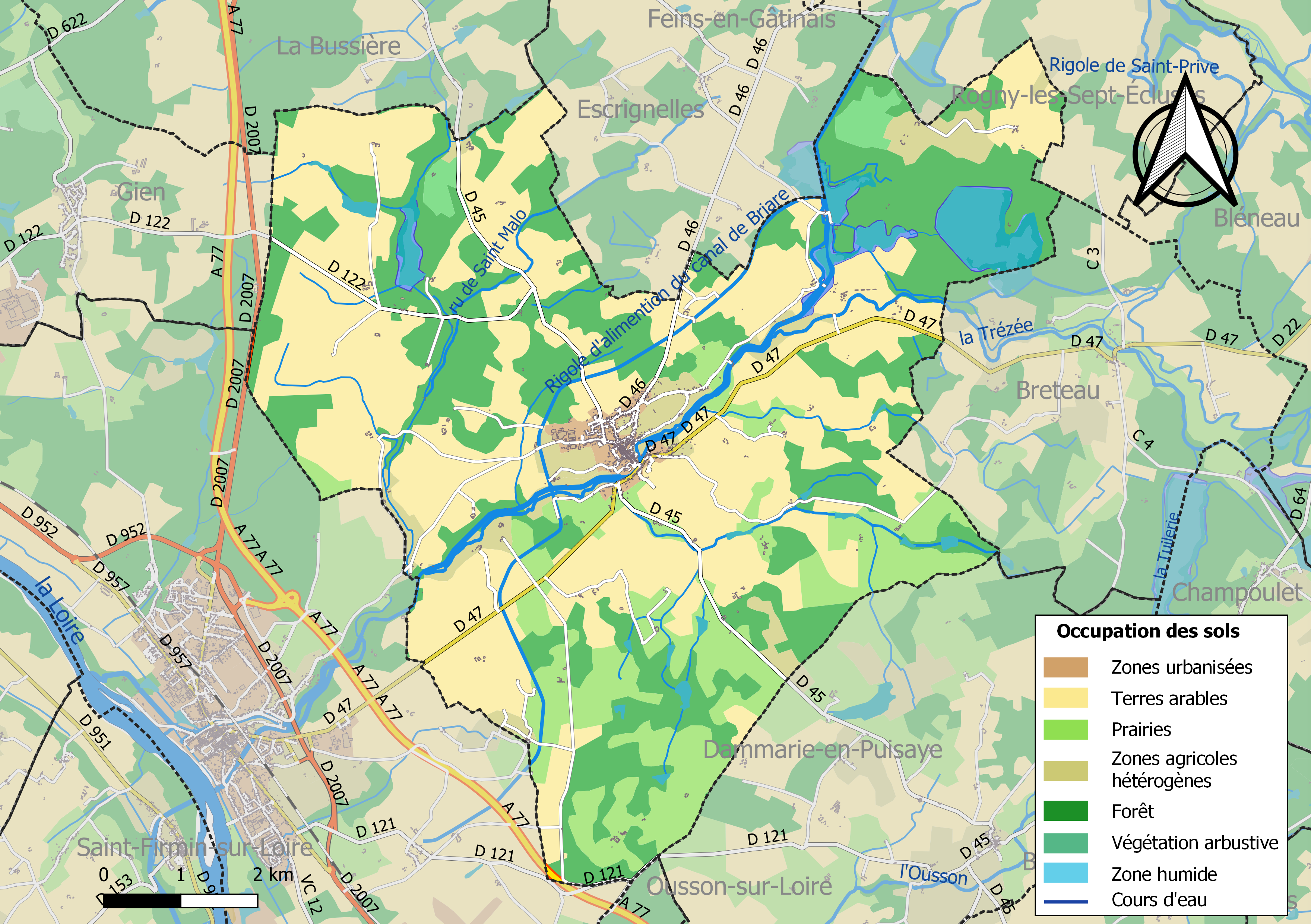
Carte des infrastructures et de l'occupation des sols de la commune en 2018 (CLC).
Carte orthophotographique de la commune en 2016.

### Planification

#### SCoT du pays giennois
La loi SRU du 13 décembre 2000 a incité fortement les communes à se regrouper au sein d’un établissement public, pour déterminer les partis d’aménagement de l’espace au sein d’un SCoT, et ce sous peine de ne plus pouvoir ouvrir à l’urbanisation de nouveaux espaces. En effet, dans certaines conditions, en l’absence de SCoT approuvé, les zones naturelles (N) et les zones d’urbanisation future (AU) ne peuvent plus, sauf dérogation, être ouvertes à l’urbanisation. Tel est le principe posé par l’article L.122-2 du Code de l’urbanisme. En application des dispositions de l'article L.122-18 du Code de l'urbanisme, le Schéma Directeur de la Région de Gien approuvé le 16 juillet 1996 avait été maintenu avec valeur de Schéma de Cohérence Territoriale. Le Schéma regroupait les communes de Coullons, Gien, Nevoy, Poilly-lez-Gien, Saint-Brisson-sur-Loire, Saint-Gondon, Saint-Martin-sur-Ocre. En l'absence de délibération de la communauté des communes giennoises, sur son évolution à l'échéance du délai de 10 ans à compter du 13 décembre 2000, ce SCot est devenu caduc à compter du 13 décembre 2010.
En se dotant de la compétence « élaboration, gestion et suivi d’un Schéma de Cohérence Territoriale à l’échelle du Pays du Giennois » par arrêté préfectoral du 11 mars 2010, le Syndicat mixte du Pays du Giennois s'engage en faveur d’un projet global d’aménagement et de développement durable du territoire du pays du Giennois. Le schéma de cohérence territoriale du pays giennois, qui regroupe 31 communes dont Ouzouer-sur-Trézée, a ainsi été prescrit le 4 novembre 2010. Le projet de schéma a été arrêté le 30 juin 2015 puis soumis à l'enquête en octobre 2015 et approuvé le 29 mars 2016 et est opposable depuis le 8 avril 2016,.

### Voies de communication et transports

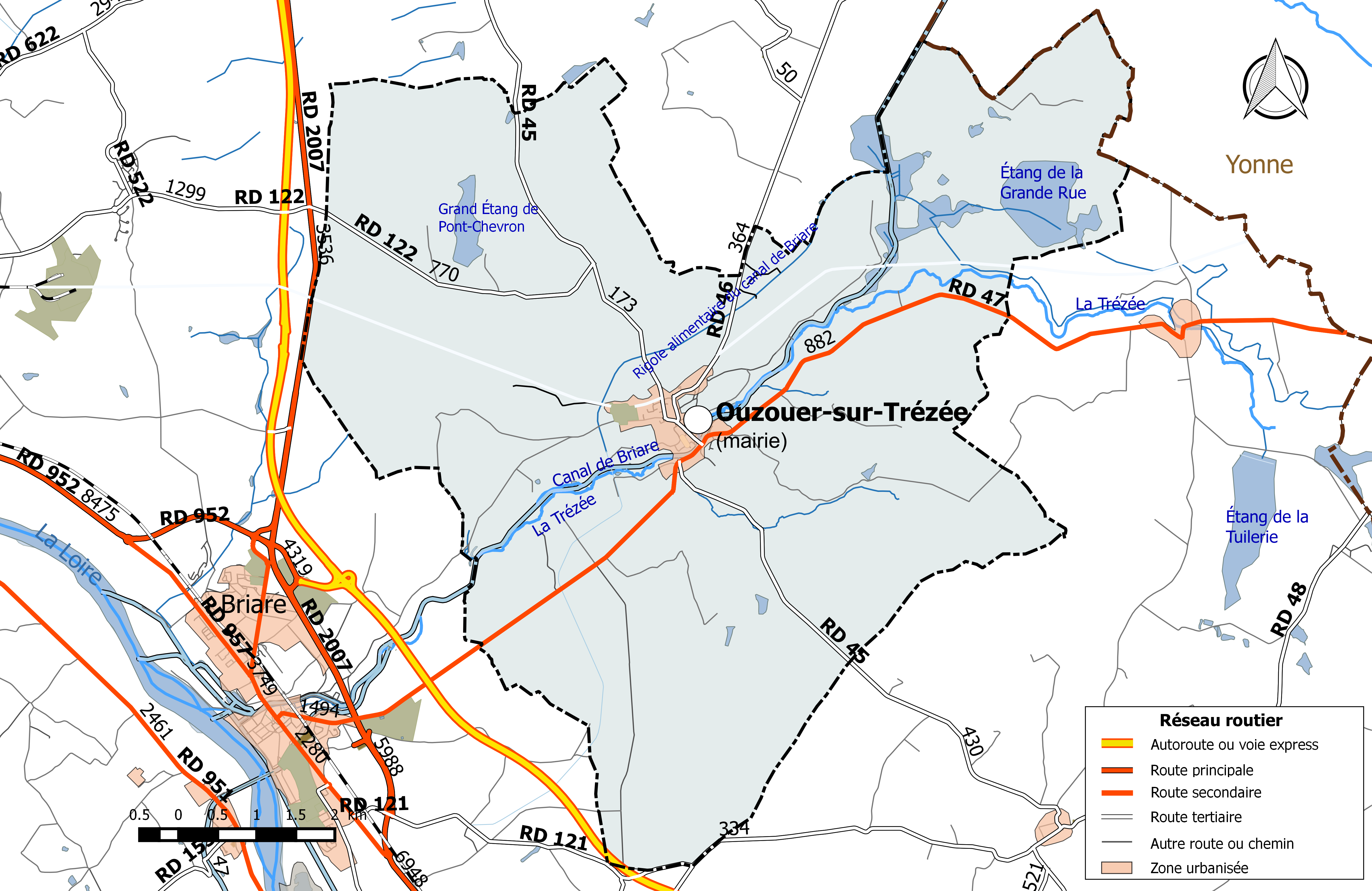
Réseau routier principal de la commune de Ouzouer-sur-Trézée (avec indication du trafic routier 2014).

### Risques majeurs
La commune d'Ouzouer-sur-Trézée est vulnérable à différents aléas naturels : climatiques (hiver exceptionnel ou canicule), mouvements de terrain ou sismique (sismicité très faible). Elle est également exposée à un risque technologique : le risque de transport de matières dangereuses.
Entre 1989 et 2019, trois arrêtés ministériels ayant porté reconnaissance de catastrophe naturelle ont été pris pour le territoire de la commune : deux  pour des inondations et coulées de boue et un pour des mouvements de terrain.

#### Risques naturels
Le territoire de la commune peut être concerné par un risque d'effondrement de cavités souterraines non connues. Une cartographie départementale de l'inventaire des cavités souterraines et des désordres de surface a été réalisée. Il a été recensé sur la commune plusieurs effondrements de cavités.
Par ailleurs, le sol du territoire communal peut faire l'objet de mouvements de terrain liés à la sècheresse. Le phénomène de retrait-gonflement des argiles est la conséquence d'un changement d'humidité des sols argileux. Les argiles sont capables de fixer l'eau disponible mais aussi de la perdre en se rétractant en cas de sècheresse. Ce phénomène peut provoquer des dégâts très importants sur les constructions (fissures, déformations des ouvertures) pouvant rendre inhabitables certains locaux. Celui-ci a particulièrement affecté le Loiret après la canicule de l'été 2003. Une grande partie du territoire de la commune est exposée à un aléa « moyen » face à ce risque, selon l'échelle définie par le Bureau de recherches géologiques et minières (BRGM).
Depuis le 22 octobre 2010, la France dispose d’un nouveau zonage sismique divisant le territoire national en cinq zones de sismicité croissante. La commune, à l’instar de l’ensemble du département, est concernée par un risque très faible.
Bien que la commune ne soit pas formellement exposée au risque majeur d'inondation dans le dossier départemental des risques majeurs, elle peut connaître des inondations liées aux crues de la Trézée. Ainsi les 1er et 2 juin 2016 l'eau est montée jusqu'à une hauteur d'un mètre dans les rues et certaines maisons. 15 maisonnées ont été évacuées. Dans le courant de la journée du 2 juin l'eau a baissé de 20 cm.

#### Risques technologiques
La commune est exposée au risque de transport de matières dangereuses, en raison du passage sur son territoire d'un itinéraire routier structurant supportant un fort trafic (l'autoroute A77),.

### Qualité de l'environnement

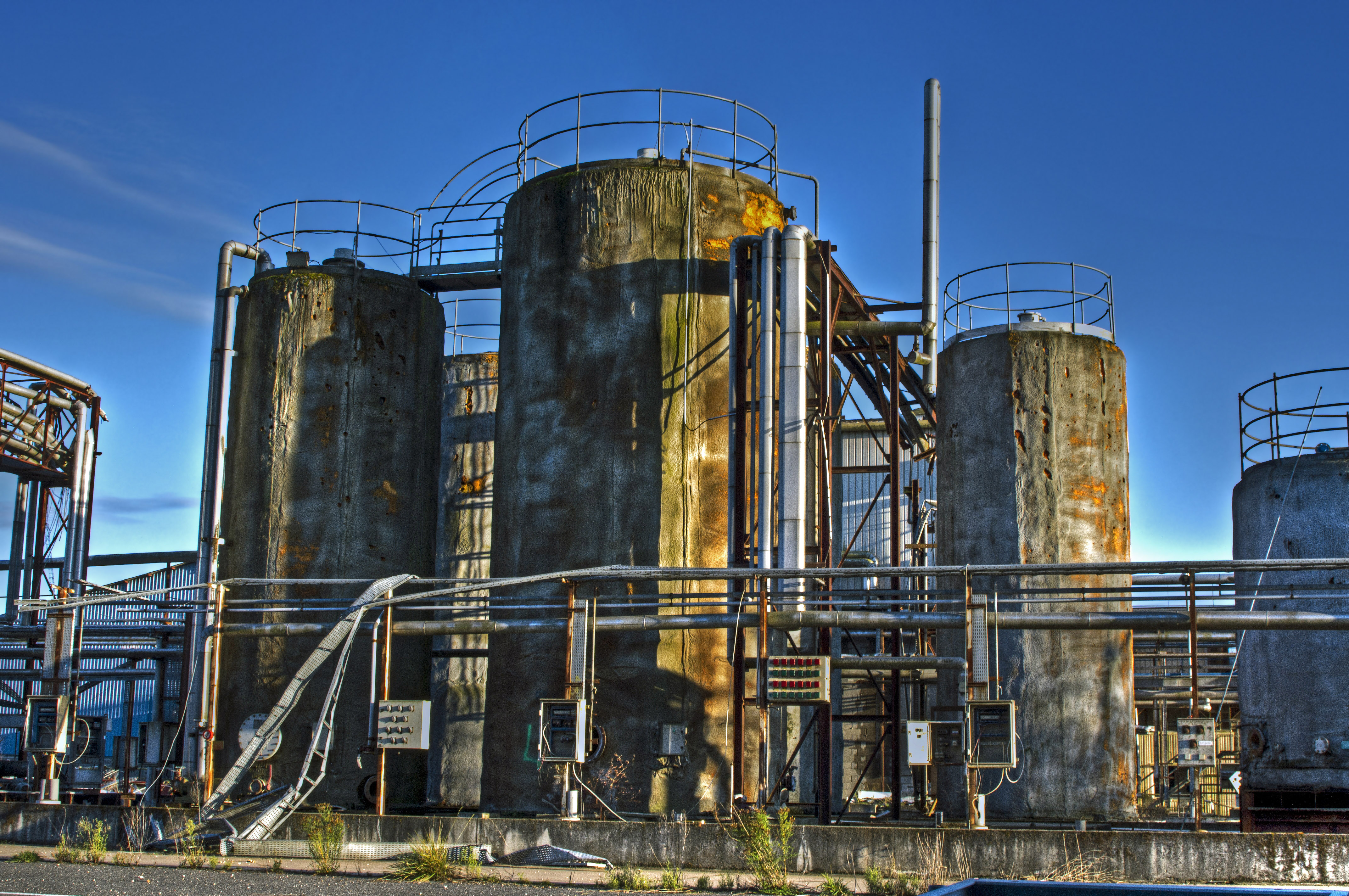
2010 : cuves de stockage d'Alizol

La rigole d'alimentation du canal de Briare coule à une vingtaine de mètres de l'ancienne usine Alizol et la Trézée n'en est éloignée que de quelque 600 m - en plus de la nappe d'eau souterraine sous le site et des deux captages pour alimentation en eau potable (A.E.P.) présents à moins de 2 km. Propriété du groupe Nord-Est Emballage jusqu'en août 2000, puis du groupe Chimiotechnic, l'usine fabriquait des produits hautement polluants : produits chimiques (lessives, nettoyants ménagers), produits techniques (peintures, lubrifiants), produits phytosanitaires et cosmétiques. Alizol a déposé le bilan le 11 juillet 2003 mais dès le 1er juin 2003 un arrêté préfectoral imposait au liquidateur judiciaire la mise en sécurité du site en mesure d'urgence ; une urgence qui, faute de paiement de la part des responsables concernés, n'a vu un début de concrétisation qu'entre août et décembre 2008 après nombre d'arrêtés préfectoraux, délibérations et atermoiements. Il s'agissait de nettoyer un site en classe 2 ("site à surveiller") contenant :
- dans le sol, une zone polluée par des métaux sur approximativement 2 000 m2 pour 1 m de profondeur ;
- dans les eaux souterraines, des hydrocarbures totaux (HCT)[note 2] en amont du site et à l'exutoire de l'étang de la Maladrerie[Loc 20], pour des concentrations supérieures au seuil de l'arrêté ministériel du 11 janvier 2007 sur la qualité des eaux de consommation ; aluminium et manganèse à des concentrations supérieures aux seuils de l'arrêté précité ; azote total, bore, chrome, cuivre, baryum, nickel, orthophosphates et zinc également présents. L'usine employait des lagunes et bassins de rétention pour les boues polluées.

En mai et juin 2007 de nombreux poissons sont morts à la suite de fortes pluies ayant entraîné le débordement des bassins et leur déversement dans l'environnement.

La mise en sécurité du site, estimée à 184 680 € en 2004, est montée à 578 000 € en 2008. La dépollution effectuée en 2008 a été estimée à 1 118 110,88 € TTC. Elle incluait 1 215 m3 d'effluents liquides traités, 1 929,24 tonnes de boues liquides et 1 700 tonnes de boues déshydratées provenant du « Petit Bois » évacuées, 165,36 tonnes de boues liquides évacuées à la suite de la vidange des 4 cuves verticales et l'utilisation d'environ 40 m3 d'eaux pour le curage et le nettoyage du réseau d'eaux industrielles. Cette dépollution n'a pas pu extraire la totalité des effluents liquides et des boues à déshydrater ; le coût d'enlèvement et traitement de ce qui reste est la même année estimé à 780 000 €. Un arrêté préfectoral du 25 juin 2010 prescrit l'évacuation des boues déshydratées stockées sur le site et le pompage et l'évacuation des effluents liquides dans le « Petit Bois ». Un rapport de l'ADEME en 2011, faisant état de la fin des opérations de nettoyage, recommande une étude hydrogéologique et de la qualité de la nappe en amont et en aval du site pour évaluer les dégâts causés par les nombreux déversements accidentels alors que l'usine était en opération et déterminer l'importance des effluents industriels aux abords des lagunes.

La société « Les Entrepôts du Centre » ayant racheté le site par adjudication le 9 juillet 2007, un arrêté préfectoral du 03 août 2010 lui impose de réaliser une étude justifiant de l'absence de risque alimentaire pour le stockage des céréales (activité prévue par la société), un schéma conceptuel, un plan de gestion de la pollution, la mise en œuvre de servitudes au cas où la conclusion de l'analyse des risques résiduels impliquerait une limitation de l'usage des sols, et la surveillance de la qualité des eaux souterraines au droit du site. Le 08 décembre 2010 il est constaté que le bassin « Petit Bois » contient toujours des effluents liquides, dont trois prélèvements pour analyses sont effectués en février 2011. Les résultats de ces analyses, comparés aux résultats d'analyses avant curage du « Petit Bois », montrent que les effluents restants sont de bonne qualité. Ils présentent une faible teneur en métaux, une absence de HAP et une teneur très faible en détergents.
Aucune surveillance des eaux souterraines n'a été mise en œuvre, non plus que d'en analyser la qualité.

## Politique et administration

### Découpage territorial

#### Bloc communal: Commune et intercommunalités
La paroisse d'Ouzouer sur Trezée acquiert le statut de municipalité avec le  décret du 12 novembre 1789 de l'Assemblée Nationale puis celui de « commune », au sens de l'administration territoriale actuelle, par le décret de la Convention nationale du 10 brumaire an II (31 octobre 1793). Il faut toutefois attendre la loi du 5 avril 1884 sur l'organisation municipale pour qu'un régime juridique uniforme soit défini pour toutes les communes de France, point de départ de l’affirmation progressive des communes face au pouvoir central.
Aucun événement de restructuration majeure du territoire, de type suppression, cession ou réception de territoire, n'a affecté la commune depuis sa création.
La commune est membre de la Communauté de communes du canton de Briare depuis sa création le 29 décembre 1997, une intercommunalité issue de la transformation en communauté de communes de l'ancien SIVOM du canton de Briare, créé en mai 1962. Depuis le 1er janvier 2017, la commune est membre de la communauté de communes du Berry Loire Puisaye, issue de la fusion de la communauté de communes du canton de Briare et de la communauté de communes du canton de Châtillon-sur-Loire.

#### Circonscriptions de rattachement
La loi du 22 décembre 1789 divise le pays en 83 départements découpés chacun en six à neuf districts eux-mêmes découpés en cantons regroupant des communes. Les districts, tout comme les départements, sont le siège d’une administration d’État et constituent à ce titre des circonscriptions administratives. La commune d'Ouzouer sur Trézée est alors incluse dans le canton d'Ouzouer-sur-Trézée, le district de Gien et le département du Loiret.
La recherche d’un équilibre entre la volonté d’organiser une administration dont les cadres permettent l’exécution et le contrôle des lois d’une part, et la volonté d’accorder une certaine autonomie aux collectivités de base (paroisses, bourgs, villes) d’autre part, s’étale de 1789 à 1838. Les découpages territoriaux évoluent ensuite au gré des réformes visant à décentraliser ou recentraliser l'action de l'État. La régionalisation fonctionnelle des services de l'État (1945-1971) aboutit à la création de régions. L'acte I de la décentralisation de 1982-1983 constitue une étape importante en donnant l'autonomie aux collectivités territoriales, régions, départements et communes. L'acte II intervient en 2003-2006, puis l'acte III en 2012-2015.
Le tableau suivant présente les rattachements, au niveau infra-départemental, de la commune d'Ouzouer-sur-Trézée aux différentes circonscriptions administratives et électorales ainsi que l'historique de l'évolution de leurs territoires.
| Circonscription             | Nom                | Période   | Type                         | Évolution du découpage territorial |
| --------------------------- | ------------------ | --------- | ---------------------------- | --- |
| District                    | Gien               | 1790-1795 | Administrative               | La commune est rattachée au district de Gien de 1790 à 1795,. La Constitution du 5 fructidor an III, appliquée à partir de vendémiaire an IV (1795) supprime les districts, rouages administratifs liés à la Terreur, mais maintient les cantons qui acquièrent dès lors plus d'importance. |
| Canton                      | Ouzouer sur Trezée | 1790-1801 | Administrative et électorale | Le 10 février 1790, la municipalité d'Ouzouer sur Trezée est rattachée au canton d'Ouzouer sur Trezée,. Les cantons sont supprimés, en tant que découpage administratif, par une loi du 26 juin 1793, et ne conservent qu'un rôle électoral. Ils permettent l’élection des électeurs du second degré chargés de désigner les députés. Les cantons acquièrent une fonction administrative avec la disparition des districts en 1795. |
| Canton                      | Briare             | 1801-2015 | Administrative et électorale | Sous le Consulat, un redécoupage territorial visant à réduire le nombre de justices de paix ramène le nombre de cantons dans le Loiret de 59 à 31. Ouzouer sur Trezée est alors rattachée par arrêté du 9 vendémiaire an X (30 septembre 1801) au canton de Briare, sous le nom d'Ouzouer-sur-Trazée,. |
| Canton                      | Gien               | 2015-     | Électorale                   | La loi du 17 mai 2013 et ses décrets d'application publiés en février et mars 2014 introduisent un nouveau découpage territorial pour les élections départementales. La commune est alors rattachée au nouveau canton de Gien. Depuis cette réforme, plus aucun service de l'État n'exerce sa compétence sur un territoire s'appuyant sur le nouveau découpage cantonal. Le canton a disparu en tant que circonscription administrative de l'État ; il est désormais uniquement une circonscription électorale destinée à l'élection d'un binôme de conseillers départementaux siégeant au conseil départemental. |
| Arrondissement              | Gien               | 1801-1926 | Administrative               | Ouzouer-sur-Trazée est rattachée à l'arrondissement de Gien par arrêté du 9 vendémiaire an X (30 septembre 1801),. |
| Arrondissement              | Orléans            | 1926-     | Administrative               | Sous la Troisième République, en raison d'un endettement considérable et de l'effort nécessaire pour la reconstruction post-Première Guerre mondiale, la France traverse une crise financière. Pour réduire les dépenses de l’État, Raymond Poincaré fait voter plusieurs décrets-lois réformant en profondeur l’administration française : 106 arrondissements sont ainsi supprimés, dont ceux de Gien et de Pithiviers dans le Loiret par décret du 10 septembre 1926. Ouzouer-sur-Trézée est ainsi transférée de l'arrondissement de Gien à celui d'Orléans,.                                                  |
| Circonscription législative | 3e circonscription | 2010-     | Électorale                   | Lors du découpage législatif de 1986, le nombre de circonscriptions législatives passe dans le Loiret de 4 à 5. Un nouveau redécoupage intervient en 2010 avec la loi du 23 février 2010. En attribuant un siège de député « par tranche » de 125 000 habitants, le nombre de circonscriptions par département varie désormais de 1 à 21,. Dans le Loiret, le nombre de circonscriptions passe de cinq à six. Ouzouer-sur-Trézée, initialement rattachée à la quatrième circonscription, est, après 2010, rattachée à la troisième circonscription.                                                               |

#### Collectivités de rattachement
La commune d'Ouzouer-sur-Trézée est rattachée au département du Loiret et à la région Centre-Val de Loire, à la fois circonscriptions administratives de l'État et collectivités territoriales.

### Politique et administration municipales

#### Conseil municipal et maire
Depuis les élections municipales de 2014, le conseil municipal  d'Ouzouer-sur-Trézée, commune de plus de 1 000 habitants, est élu au scrutin proportionnel de liste à deux tours (sans aucune modification possible de la liste), pour un mandat de six ans renouvelable. Il est composé de 15 membres. L'exécutif communal est constitué par le maire, élu par le conseil municipal parmi ses membres, pour un mandat de six ans, c'est-à-dire pour la durée du mandat du conseil. Denis Gervais est maire depuis 2020.
| Période   | Période  | Identité                   | Étiquette     | Qualité                   |
| --------- | -------- | -------------------------- | ------------- | ------------------------- |
| 1965      | 1995     | Robert de La Rochefoucauld | Divers droite | Châtelain de Pont-Chevron |
| 1995      | 2008     | Pierre Vieillard           | Divers gauche |                           |
| 2008      | 2014     | Muriel Swynghedauw         | Sans          |                           |
| mars 2014 | mai 2020 | Guy Masse                  |               | Ingénieur                 |
| mai 2020  | En cours | Denis Gervais,             |               | Ancien cadre              |

## Équipements et services

### Gestion de l'eau

#### Eau potable
Le service public d’eau potable est une compétence obligatoire des communes depuis l’adoption de la loi du 30 décembre 2006 sur l’eau et les milieux aquatiques. Au 31 décembre 2016, la production et la distribution de l'eau potable sur le territoire communal sont assurées par le  la commune elle-même.
La loi NOTRe du 7 août 2015 prévoit que le transfert des compétences « eau et assainissement » vers les communautés de communes sera obligatoire à compter du 1er janvier 2020. Le transfert d’une compétence entraîne  de  facto  la  mise  à disposition  gratuite  de  plein droit des biens, équipements et services publics utilisés, à la date du transfert, pour l'exercice de ces compétences et la substitution de la communauté dans les droits et obligations des communes,.

#### Eaux usées
La compétence assainissement, qui recouvre obligatoirement la collecte, le transport et l’épuration des eaux usées, l’élimination des boues produites, ainsi que le contrôle des raccordements aux réseaux publics de collecte, est assurée  par la commune elle-même.
La commune est raccordée à une station d'épuration située sur le territoire communal mise en service le 1er janvier 1992 et dont la capacité nominale de traitement est de  2 000 EH, soit 300 m3/jour. Cet équipement utilise un procédé d'épuration biologique dit « à boues activées ». Son exploitation est assurée par la Lyonnaise des Eaux,.
L’assainissement non collectif (ANC) désigne les installations individuelles de traitement des eaux domestiques qui ne sont pas desservies par un réseau public de collecte des eaux usées et qui doivent en conséquence traiter elles-mêmes leurs eaux usées avant de les rejeter dans le milieu naturel. En 2016, c'est la communauté de communes du canton de Briare qui assure le service public d'assainissement non collectif (SPANC), qui a pour mission de vérifier la bonne exécution des travaux de réalisation et de réhabilitation, ainsi que le bon fonctionnement et l’entretien des installations.

### Gestion des déchets
En  2016, la commune est membre du syndicat mixte de collecte et de traitement des ordures ménagères des cantons de Gien, Châtillon Coligny, Briare et Châtillon-sur-Loire (SMICTOM). Celui-ci assure la collecte et le traitement des ordures ménagères résiduelles en porte à porte, des emballages ménagers recyclables, des encombrants et du verre en points d’apport volontaire. Un réseau de sept déchèteries accueille les encombrants et autres déchets spécifiques (déchets verts, déchets dangereux, gravats, ferraille, cartons…). La déchèterie la plus proche est située sur la commune de Briare,. L'élimination et la valorisation énergétique des déchets ménagers et de ceux issus de la collecte sélective sont effectuées par le SYCTOM de Gien-Châteauneuf-sur-Loire qui comprend un centre de transfert de déchets ménagers et un centre de stockage de déchets ultimes (CSDU) de classe II à Saint-Aignan-des-Gués ainsi qu'une usine d’incinération des ordures ménagères à Gien-Arrabloy.
Depuis le 1er janvier 2017, la « gestion des déchets ménagers » ne fait plus partie des compétences de la commune mais est une compétence obligatoire de la communauté de communes du Berry Loire Puisaye en application de la loi NOTRe du 7 août 2015.

## Population et société

### Démographie
L'évolution du nombre d'habitants est connue à travers les recensements de la population effectués dans la commune depuis 1793. Pour les communes de moins de 10 000 habitants, une enquête de recensement portant sur toute la population est réalisée tous les cinq ans, les populations de référence des années intermédiaires étant quant à elles estimées par interpolation ou extrapolation. Pour la commune, le premier recensement exhaustif entrant dans le cadre du nouveau dispositif a été réalisé en 2007.
En 2022, la commune comptait 1 124 habitants, en évolution de −2,68 % par rapport à 2016 (Loiret : +1,89 %, France hors Mayotte : +2,11 %).
| 1793  | 1800  | 1806  | 1821  | 1831  | 1836  | 1841  | 1846  | 1851  |
| ----- | ----- | ----- | ----- | ----- | ----- | ----- | ----- | ----- |
| 1 600 | 1 237 | 1 249 | 1 218 | 1 488 | 1 556 | 1 577 | 1 590 | 1 698 |

| 1856  | 1861  | 1866  | 1872  | 1876  | 1881  | 1886  | 1891  | 1896  |
| ----- | ----- | ----- | ----- | ----- | ----- | ----- | ----- | ----- |
| 1 800 | 1 781 | 1 948 | 1 917 | 1 947 | 2 095 | 1 978 | 2 094 | 1 891 |

| 1901  | 1906  | 1911  | 1921  | 1926  | 1931  | 1936  | 1946  | 1954  |
| ----- | ----- | ----- | ----- | ----- | ----- | ----- | ----- | ----- |
| 1 790 | 1 719 | 1 655 | 1 484 | 1 476 | 1 458 | 1 417 | 1 334 | 1 317 |

| 1962  | 1968  | 1975  | 1982  | 1990  | 1999  | 2006  | 2007  | 2012  |
| ----- | ----- | ----- | ----- | ----- | ----- | ----- | ----- | ----- |
| 1 308 | 1 269 | 1 216 | 1 218 | 1 185 | 1 209 | 1 283 | 1 294 | 1 206 |

| 2017  | 2022  | - | - | - | - | - | - | - |
| ----- | ----- | - | - | - | - | - | - | - |
| 1 131 | 1 124 | - | - | - | - | - | - | - |

## Patrimoine

### Lieux et monuments

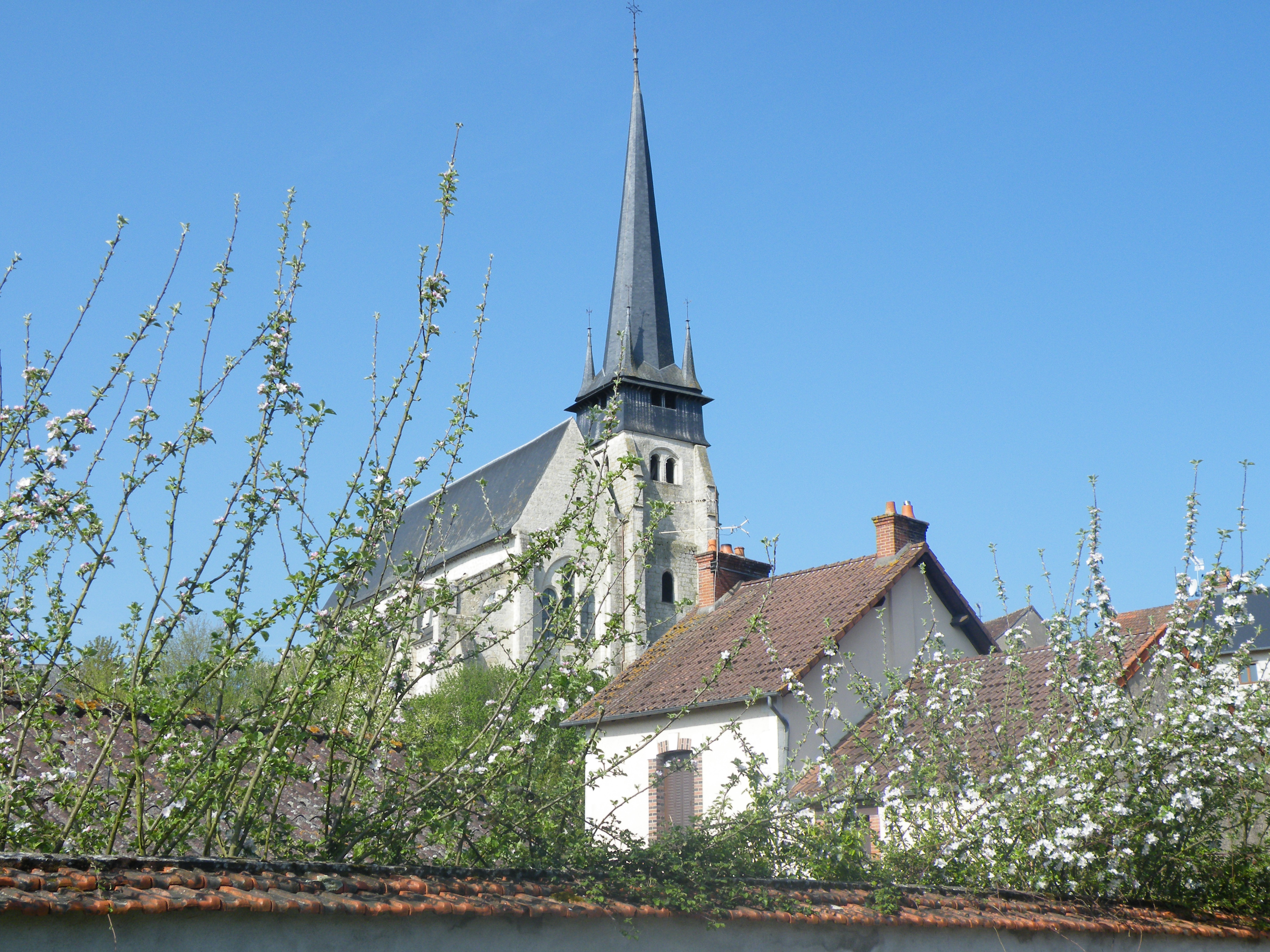
L'église Saint-Martin.

- L’église Saint-Martin du XIIe siècle est classée MH[114]. Elle contient quatre peintures sur bois du XVIe siècle représentant saint Jean, saint Barthélémy, saint Philippe et saint Simon ; les tableaux sont classés[115], ainsi que plusieurs autres objets ou meubles du XVIIIe siècle : chaire à prêcher[116], banc d’œuvre[117], retable de la chapelle de la Vierge[118], retable de la chapelle de saint Jean[119], retable du maître-autel[120].
- Une maison du XVIe siècle dans la grand-Rue[121].
- Le château de Pont-Chevron, inscrit MH depuis 1987[122], et ses mosaïques gallo-romaines[123].

### Personnalités liées à la commune
- Michel Gentil, né le 27 février 1759 à Ouzouer-sur-Trézée, mort le 7 juin 1805 à Orléans, homme politique de la Révolution française, député du Loiret, au Conseil des Cinq-Cents.